# Pedro I do Brasil
Pedro I & IV (Queluz, 12 de outubro de 1798 – Queluz, 24 de setembro de 1834), cognominado "o Libertador", "Pai da Pátria" e "o Rei Soldado", foi o primeiro Imperador do Brasil como Pedro I de 1822 até sua abdicação em 1831, e também Rei de Portugal e Algarves como Pedro IV entre março e maio de 1826. Foi o quarto filho do rei João VI e de sua esposa, a rainha Carlota Joaquina da Espanha, e portanto, membro da Casa de Bragança. Pedro viveu seus primeiros anos de vida em Portugal até que as tropas francesas invadiram o país em 1807, forçando a transferência da família real para o Brasil.
A eclosão da Revolução liberal do Porto em 1820, forçou a volta de João VI para Portugal em abril do ano seguinte, ficando Pedro no Brasil como seu regente. Ele precisou lidar com ameaças de tropas portuguesas revolucionárias e insubordinadas, com todas no final sendo subjugadas. Desde a chegada da família real portuguesa em 1808, o Brasil tinha gozado de grande autonomia política, porém a ameaça do governo português de revogar essas liberdades criou grande descontentamento na colônia. Pedro ficou do lado dos brasileiros e declarou a Independência do Brasil em 7 de setembro de 1822. Foi aclamado como seu imperador no dia 12 de outubro e derrotou todas as forças fiéis a Portugal até março de 1824. Alguns meses depois, esmagou a Confederação do Equador, uma revolta separatista que havia eclodido na província de Pernambuco e se alastrado para outras províncias do nordeste brasileiro.
Uma nova rebelião se iniciou na província Cisplatina no começo de 1825, com a subsequente tentativa por parte das Províncias Unidas do Rio da Prata de anexá-la levando o Brasil a entrar na Guerra da Cisplatina. Nesse meio tempo Pedro também se proclamou como rei de Portugal, rapidamente abdicando do trono em favor de sua filha mais velha Maria II. A situação piorou em 1828 quando a guerra no sul fez o Brasil perder a Cisplatina, que se tornou um país independente, denominado Uruguai. No mesmo ano D. Miguel, irmão mais novo de Pedro, era aclamado como Rei de Portugal pelas cortes. Seus casos sexuais extraconjugais criaram grandes escândalos e também mancharam sua reputação. Mais dificuldades surgiram no parlamento brasileiro, onde os debates políticos passaram a ser dominados a partir de 1826 com a discussão sobre se o governo deveria ser escolhido pelo imperador ou pela legislatura. Pedro foi incapaz de lidar com os problemas simultâneos do Brasil e Portugal, por fim abdicando do trono brasileiro em 7 de abril de 1831 em favor de seu filho mais novo Pedro II e partindo para a Europa.
Pedro invadiu Portugal em julho de 1832 no comando de um exército maioritariamente composto por mercenários estrangeiros. Inicialmente seu envolvimento parecia ser em uma guerra civil portuguesa, porém logo o conflito ficou maior e englobou toda a Península Ibérica em uma disputa entre defensores do liberalismo e aqueles que queriam a volta do absolutismo. Pedro acabou morrendo de tuberculose em 24 de setembro de 1834, poucos meses depois de ele e os liberais terem saído vitoriosos. Ele foi considerado por contemporâneos e pela posteridade como uma figura importante que auxiliou na propagação dos ideais liberais que haviam permitido que o Brasil e Portugal deixassem os regimes absolutistas para formas mais representativas de governo.

## Início de vida

### Nascimento

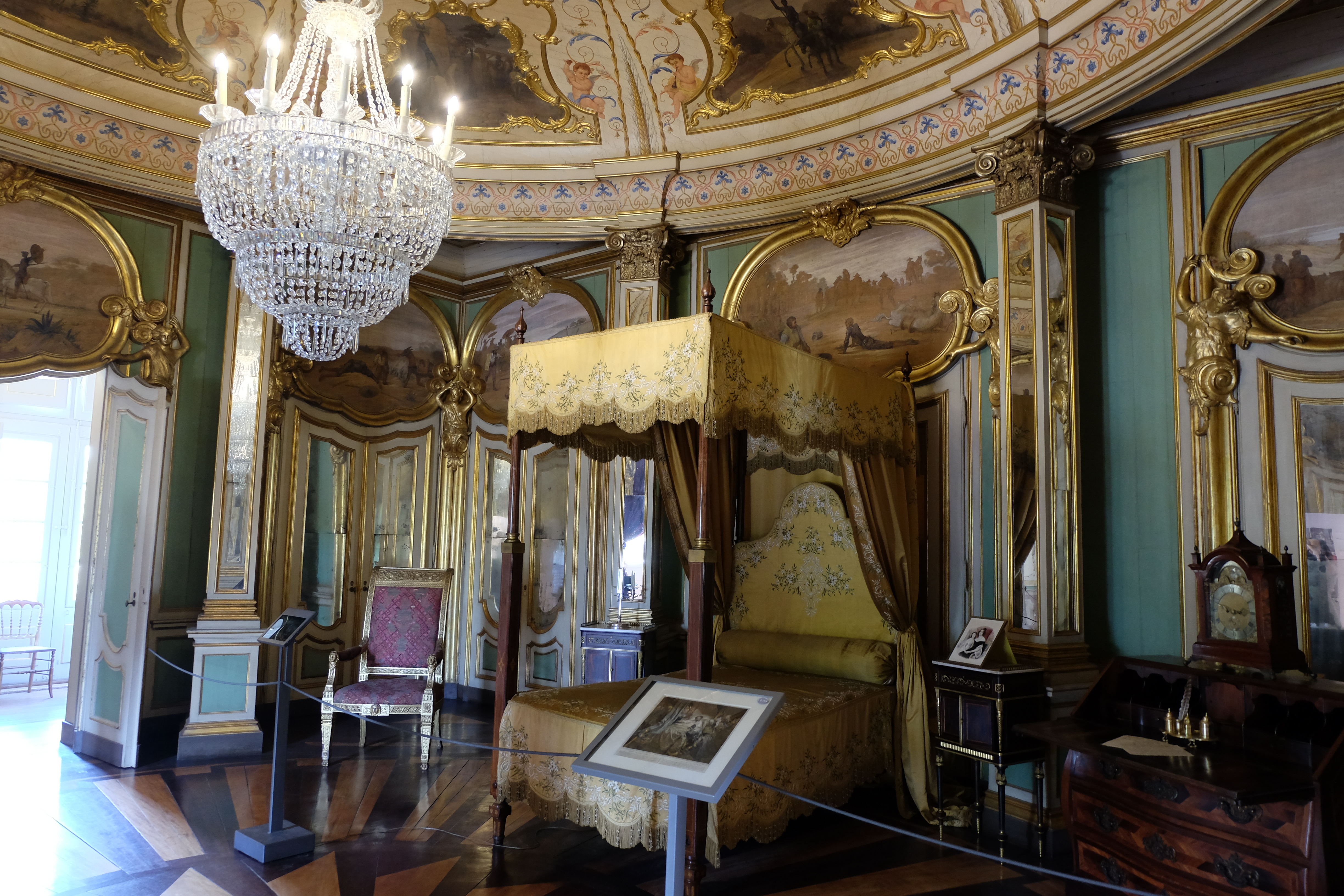
Quarto Dom Quixote, no Palácio Nacional de Queluz, quarto onde D. Pedro nasceu e morreu, com seus objetos originais em exposição.

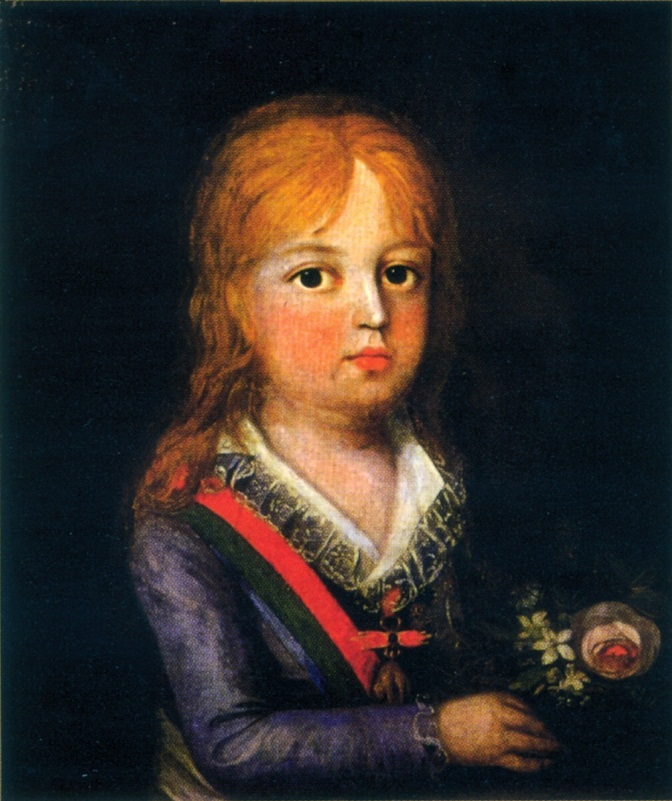
Pedro em 1800, por Agustín Esteve

Pedro nasceu na manhã de 12 de outubro de 1798 no Palácio Real de Queluz, Portugal. Ele foi nomeado em homenagem a São Pedro de Alcântara e seu nome completo era Pedro de Alcântara Francisco Antônio João Carlos Xavier de Paula Miguel Rafael Joaquim José Gonzaga Pascoal Cipriano Serafim de Bragança e Bourbon. Desde seu nascimento recebeu o prefixo honorífico de "Dom".
Seu pai era o então D. João, Príncipe do Brasil, com Pedro sendo assim membro da Casa de Bragança. Seus avós eram a rainha D. Maria I e o rei D. Pedro III de Portugal, que eram sobrinha e tio além de marido e mulher. Sua mãe era a infanta Carlota Joaquina, filha do rei Carlos IV de Espanha e sua esposa Maria Luísa de Parma. Os pais de Pedro tiveram um casamento infeliz; Carlota Joaquina era uma mulher ambiciosa que sempre procurava defender os interesses espanhóis, mesmo em detrimento de Portugal. Havia relatos de que ela era infiel com o marido, chegando ao ponto de conspirar contra ele junto com nobres portugueses insatisfeitos.
Pedro era o segundo filho menino mais velho de João e Carlota Joaquina, o quarto filho no geral, tornando-se o herdeiro aparente de seu pai com o título de Príncipe da Beira em 1801 após a morte de seu irmão mais velho D. Francisco Antônio. João desde 1792 atuava como regente em nome de sua mãe Maria I, que havia sido declarada mentalmente insana e incapaz de governar. Os pais de Pedro se afastaram em 1802; João foi viver no Palácio Nacional de Mafra enquanto Carlota Joaquina ficou no Palácio do Ramalhão. Pedro e seus irmãos D. Maria Teresa, D. Maria Isabel, D. Maria Francisca, D. Isabel Maria e D. Miguel foram viver no Palácio de Queluz junto com sua avó a rainha, longe dos pais que viam apenas durante ocasiões de estado.

### Educação

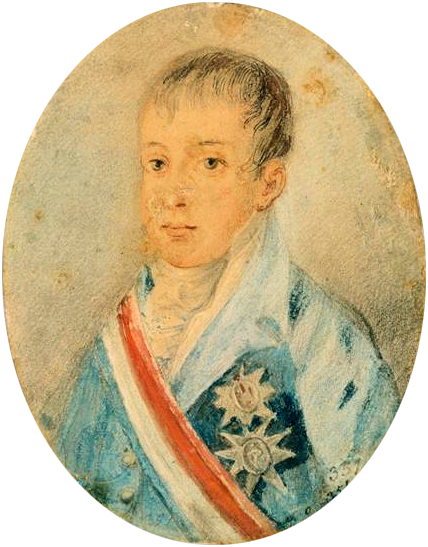
Pedro c. 1809, por Francesco Bartolozzi

No final de novembro de 1807, quando Pedro tinha apenas nove anos de idade, o exército francês do imperador Napoleão Bonaparte invadiu Portugal e toda a família real portuguesa fugiu de Lisboa. A corte atravessou o oceano Atlântico até chegar em março do ano seguinte à cidade do Rio de Janeiro, então capital do Brasil, a maior e mais rica colônia de Portugal. Pedro leu Eneida de Virgílio durante a viagem e conversou com vários membros da tripulação de seu navio, aprendendo noções de navegação. No Brasil, após uma breve estada no Paço Real, Pedro e seu irmão Miguel estabeleceram-se junto com seu pai no Paço de São Cristóvão. Pedro amava o pai, apesar de nunca ter sido íntimo dele, ressentindo a constante humilhação que João sofria nas mãos de Carlota Joaquina por causa dos casos extraconjugais dela. Como resultado, quando adulto Pedro abertamente chamava sua mãe de "vadia" e sentia por ela nada além de desprezo. As experiências de traição, frieza e negligência que passou quando criança tiveram grande impacto na formação de sua personalidade e caráter quando adulto.
Uma pequena quantidade de estabilidade durante sua infância vinha da presença de sua aia Maria Genoveva do Rêgo e Matos, quem amou como uma mãe, e seu aio e supervisor o frei Antônio de Arrábida, que tornou-se seu mentor. Ambos ficaram encarregados do crescimento do príncipe e tentaram lhe dar uma educação adequada. Seus estudos englobavam uma grande gama de assuntos que incluíam matemática, economia política, lógica, história e geografia e música. Pedro aprendeu a ler e escrever em português, além de latim e francês. Também conseguia traduzir textos do inglês e entender alemão. Mais tarde como imperador, Pedro dedicaria pelo menos duas horas de seu dia para ler e estudar.
Apesar da abrangência da instrução de Pedro, sua educação mostrou-se deficiente. O historiador Otávio Tarquínio de Sousa afirmou que Pedro "era sem sombra de dúvida inteligente, astuto [e] perspicaz". Entretanto, o historiador Roderick J. Barman escreveu que tinha uma natureza "muito efervescente, muito errática e muito emocional". Pedro permaneceu impulsivo, nunca aprendeu a exercer autocontrole, avaliar as consequências de suas decisões ou adaptar seu panorama para situações em mudança. João jamais permitiu que alguém disciplinasse o filho. Este às vezes contornava sua rotina de duas horas de estudos diários ao dispensar seus instrutores para poder realizar atividades que considerava como mais interessantes.

### Primeiro casamento

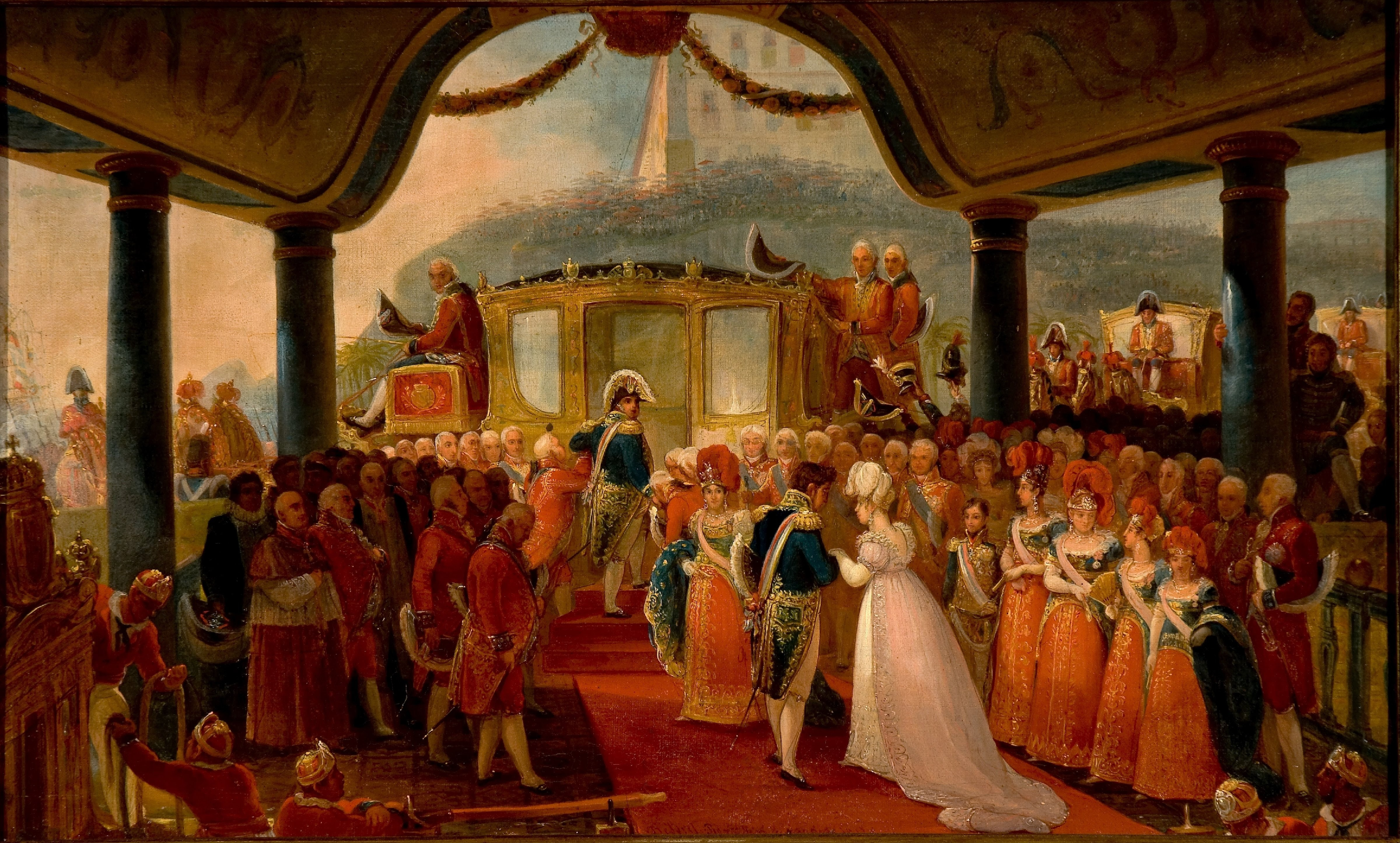
Desembarque da princesa D. Leopoldina no cais do Rio de Janeiro em 1817, por Jean-Baptiste Debret

Pedro encontrava prazer em atividades que necessitavam de habilidades físicas em vez de ficar na sala de aula. Ele treinou equitação na Fazenda Santa Cruz de seu pai, tornando-se um bom cavaleiro e um excelente ferrador. Pedro e seu irmão Miguel gostavam de sair caçando a cavalo através de terrenos desconhecidos e florestas, às vezes até mesmo de noite e sob mau tempo. O príncipe mostrava talento para desenho e artesanato, fazendo por conta própria mobílias e entalhando madeira. Além disso, Pedro também gostava bastante de música, transformando-se em um hábil compositor sob a tutela de Marcos Portugal. Tinha uma boa voz para o canto e era proficiente em diversos instrumentos (incluindo piano, flauta e violão), conseguindo tocar canções e danças populares. Pedro era um homem simples tanto em hábitos quanto ao lidar com outras pessoas. Exceto em ocasiões solenes quando era necessário usar vestuários elegantes, suas roupas diárias consistiam em calças brancas de algodão, uma jaqueta listrada também de algodão e um chapéu de palha com abas largas, ou ainda uma sobrecasaca e cartola para situações mais formais. Ele frequentemente entrava em conversas com pessoas nas ruas querendo saber sobre seus problemas.
A personalidade de Pedro era marcada por uma vontade enérgica que beirava a hiperatividade. Era impetuoso com uma tendência para ser dominador e temperamental. Distraia-se ou ficava entediado facilmente, entretendo-se com namoricos em sua vida pessoal além de suas atividades equestres e de caça. Seu espírito inquieto fazia-o buscar aventuras e, certas vezes, disfarçado de viajante, frequentava tavernas nos distritos de pior reputação do Rio de Janeiro. Pedro raramente bebia álcool, porém era um mulherengo incorrigível. Seu primeiro caso duradouro conhecido foi com uma dançarina francesa chamada Noémi Thierry, que teve uma criança natimorta dele. Seu pai, que em 1816 tornou-se rei João VI com a morte de Maria I, enviou Thierry para longe a fim que ela não ameaçasse o noivado de Pedro com a arquiduquesa Leopoldina da Áustria, filha do imperador Francisco I da Áustria e a princesa Maria Teresa da Sicília.
Pedro e Leopoldina casaram-se por procuração no dia 13 de maio de 1817, com ela assumindo o nome de Maria Leopoldina. Esta chegou ao Rio de Janeiro em 5 de novembro, imediatamente se apaixonando pelo marido, que era muito mais charmoso e atraente do que fora levada a esperar. Após "anos sob o sol tropical, sua pele ainda era clara, suas bochechas rosadas". Pedro, então com dezenove anos, era bonito e um pouco mais alto do que a média, possuindo olhos negros e um cabelo castanho escuro. "Sua boa aparência", segundo o historiador Neill Macaulay, "devia-se muito ao seu porte, orgulhoso e ereto mesmo em tenra idade, e sua preparação, que foi impecável. Habitualmente arrumado e limpo, ele havia adotado o costume brasileiro de tomar banho frequentemente". A missa nupcial ocorreu no dia seguinte, com a ratificação dos votos feitos anteriormente por procuração. O casal teve sete filhos: D. Maria, D. Miguel, D. João Carlos, D. Januária, D. Paula, D. Francisca e D. Pedro.

## Independência do Brasil

### Revolução Liberal do Porto

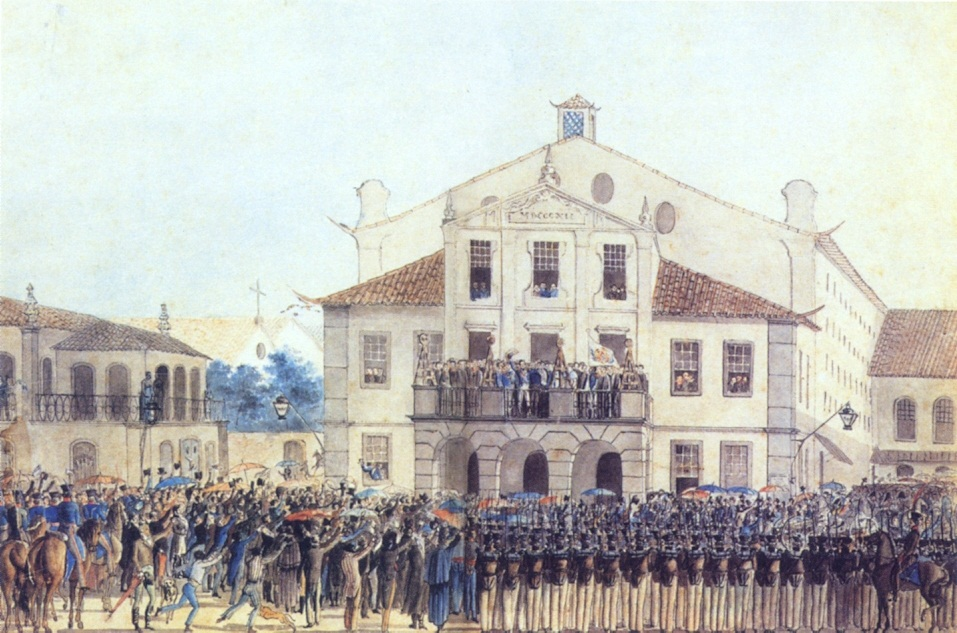
Pedro faz um juramento de lealdade à constituição portuguesa em nome de seu pai no dia 26 de fevereiro de 1821. Ele pode ser visto na varanda do Teatro São João, levantando seu chapéu

Chegaram no Brasil em 17 de outubro de 1820 notícias de que guarnições militares em Portugal haviam se amotinado, levando a que posteriormente ficaria conhecida como a Revolução Liberal do Porto de 1820. Os militares formaram um governo provisório e suplantaram a regência que João havia nomeado, convocando as Cortes, o parlamento centenário português, desta vez democraticamente eleito e com o objetivo de criar uma constituição nacional. Pedro ficou surpreso quando seu pai não apenas lhe pediu conselhos, mas também decidiu enviá-lo de volta para Portugal para governar como regente em seu nome e tentar aplacar os revolucionários. O príncipe nunca havia sido educado para governar e anteriormente jamais recebeu permissão para participar dos assuntos de estado. O papel que seria seu direito de nascimento era na verdade exercido por sua irmã mais velha, Maria Teresa; João confiava nela para conselhos e inclusive a fez membro do Conselho de Estado.
Pedro era visto com suspeitas por João e pelos conselheiros mais próximos do rei, todos os quais apegavam-se aos princípios de uma monarquia absolutista. Em contraste, o príncipe era bem conhecido como um grande defensor dos ideais do liberalismo e de uma monarquia constitucional representativa. Ele havia lido os trabalhos de Voltaire, Benjamin Constant, Gaetano Filangieri e Edmund Burke. Até mesmo sua esposa Maria Leopoldina comentou que "Meu esposo, Deus nos ajude, ama as novas ideias". João adiou o máximo possível a partida de Pedro, temendo que o filho fosse aclamado rei pelos revolucionários assim que chegasse a Portugal.
Tropas portuguesas no Rio de Janeiro amotinaram-se em 26 de fevereiro de 1821. João e seu governo não realizaram quaisquer ações contra as unidades revoltosas. Pedro decidiu agir por conta própria e foi se encontrar com os rebeldes, negociando com eles e convencendo seu pai a aceitar as demandas, que incluíam a nomeação de um novo gabinete e a realização de um juramento de obediência para a futura constituição portuguesa. Os eleitores da paróquia do Rio de Janeiro encontraram-se em 21 de abril para eleger seus representantes nas Cortes. Um pequeno grupo de agitadores invadiu o encontro e formou um governo revolucionário. João e seus ministros novamente permaneceram passivos, com o rei estando prestes a aceitar as exigências dos revolucionários quando Pedro tomou iniciativa e enviou tropas do exército para restabelecer a ordem. João e sua família finalmente cederam sob a pressão das Cortes e partiram de volta para Portugal em 26 de abril, deixando Pedro e Maria Leopoldina no Brasil. Dois dias antes, o rei avisou o filho: "Pedro, se o Brasil for se separar de Portugal, antes seja para ti, que me hás de respeitar, do que para algum desses aventureiros".

### "Independência ou morte"

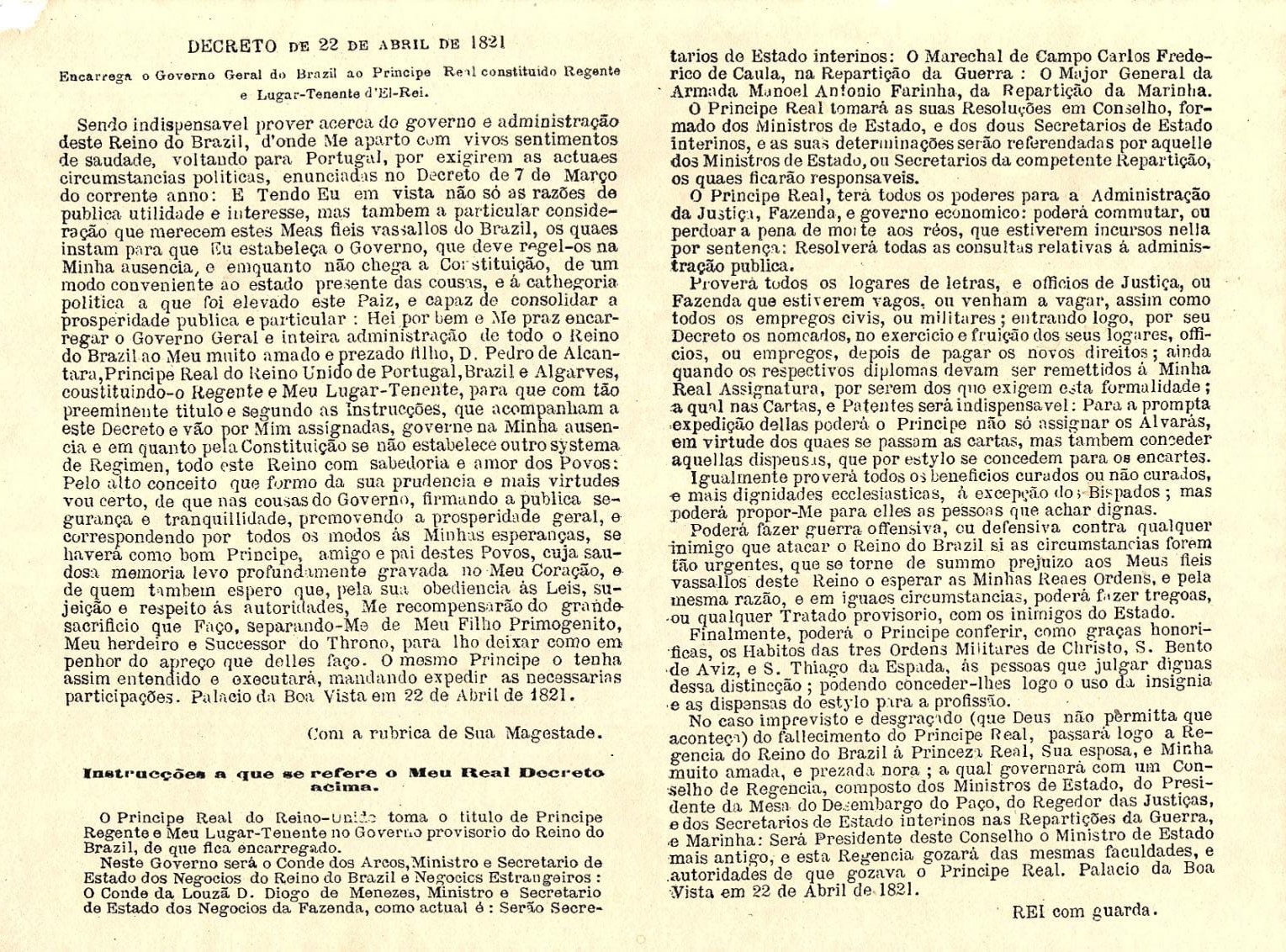
Decreto que o nomeia Príncipe Regente do Brasil em 22 de abril de 1821.

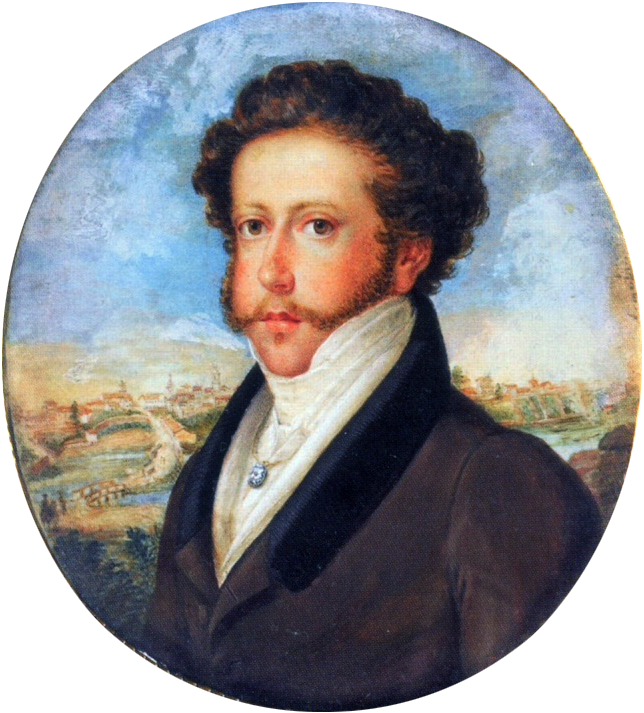
Pedro em agosto de 1822, por Simplício Rodrigues de Sá

Pedro foi nomeado regente do Brasil, desde o início promulgando decretos que garantiam os direitos pessoais e de propriedade. Ele também reduziu impostos e gastos governamentais. Até mesmo os revolucionários presos no incidente de abril acabaram sendo libertados. Tropas portuguesas sob o comando do tenente-general Jorge de Avilez Zuzarte de Sousa Tavares amotinaram-se em 5 de junho de 1821, exigindo que Pedro fizesse um juramento para manter a constituição portuguesa após ela ser colocada em efeito. O príncipe foi intervir sozinho com os rebeldes. O regente negociou calma e engenhosamente, ganhando o respeito das tropas e sendo bem-sucedido em reduzir o impacto das exigências mais inaceitáveis. O motim era um golpe de estado militar mal disfarçado que tentava transformar Pedro em uma mera figura decorativa e transferir o poder para Avilez. O príncipe acabou aceitando um resultado desfavorável, porém também avisou que seria a última vez que cederia sob pressão.
A crise alcançou um ponto sem volta quando as Cortes dissolveram o governo central no Rio de Janeiro e ordenaram o retorno de Pedro. Os brasileiros viram essa ação como uma tentativa de novamente subordinar seu país ao domínio português, já que o Brasil fora elevado a reino em 1815. O príncipe recebeu uma petição em 9 de janeiro de 1822 contendo oito mil assinaturas que imploravam para que não partisse. Pedro respondeu afirmando que "Se é para o bem de todos e felicidade geral da Nação, estou pronto. Digam ao povo que fico!"; este evento ficou conhecido como o Dia do Fico. Avilez se amotinou novamente para tentar forçar o retorno do regente para Portugal. Desta vez o príncipe contra-atacou, reunindo as tropas brasileiras (que não haviam se juntado aos portugueses nos motins anteriores), unidades milicianas e civis armados. Avilez ficou em inferioridade numérica e foi expulso do Brasil junto com suas tropas.
Pedro tentou manter pelos meses seguintes alguma aparência de unidade com Portugal, porém a ruptura final era iminente. Procurou apoio fora do Rio de Janeiro com o auxílio de seu ministro José Bonifácio de Andrada e Silva. O príncipe viajou para a província de Minas Gerais em abril e depois para São Paulo em agosto. Foi bem recebido nas duas províncias e as visitas reforçaram sua autoridade. Enquanto voltava de São Paulo, Pedro recebeu no dia 7 de setembro as notícias de que as Cortes não aceitariam a autorregulamentação no Brasil e puniriam todos que desobedecessem a suas ordens. "Nunca alguém que evitava a ação mais dramática sobre o impulso imediato", como escreveu Berman sobre o príncipe, ele "não precisou de mais tempo para decisão além do que ler as cartas exigiam". Pedro montou sua égua amarronzada e disse para os presentes: "Amigos, as Cortes Portuguesas querem escravizar-nos e perseguir-nos. A partir de hoje as nossas relações estão quebradas. Nenhum vínculo unir-nos mais […] Para o meu sangue, minha honra, meu Deus, eu juro dar ao Brasil a liberdade. Brasileiros, que nossa palavra de ordem seja a partir de hoje 'Independência ou morte!'".

### Imperador constitucional

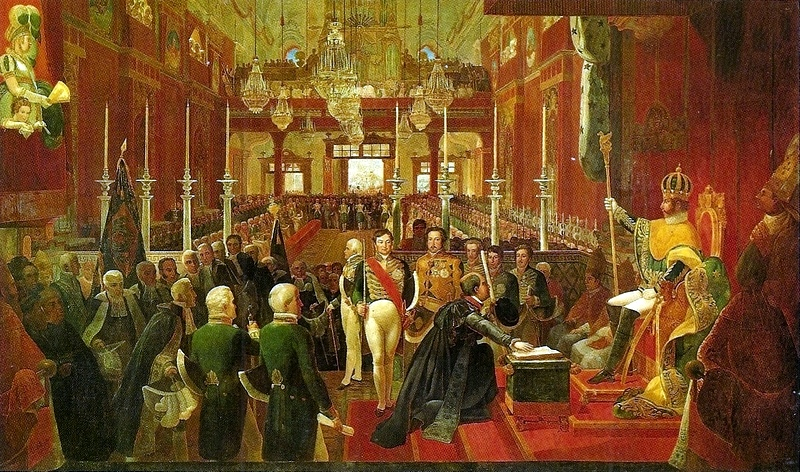
Coroação de D. Pedro I em 1^{o} de dezembro de 1822, na Capela Imperial do Rio de Janeiro, por Jean Baptiste Debret

O príncipe foi aclamado em 12 de outubro como Imperador D. Pedro I, o dia de seu aniversário de 24 anos e também a data oficial da fundação do Império do Brasil. Ele foi coroado em 1 de dezembro. Sua ascensão não se estendeu imediatamente por todos os territórios brasileiros e Pedro teve que forçar a submissão de várias províncias nas regiões sudoeste, nordeste e norte, com as últimas unidades ainda leais a Portugal se rendendo apenas no começo de 1824. Enquanto isso a relação de Pedro e José Bonifácio se deteriorou. A situação chegou ao ápice quando o imperador dispensou o ministro sob os motivos de conduta inapropriada. José Bonifácio tinha usado sua posição para assediar, perseguir, prender e até mesmo exilar seus inimigos políticos. Por meses os inimigos do ministro tinham trabalhado para ganhar o favor do imperador. Esses haviam conferido a Pedro em 13 de maio de 1822 enquanto ainda era regente o título de "Defensor Perpétuo do Brasil". Dom Pedro I foi oficialmente iniciado maçom na Loja Comércio e Artes da Idade do Ouro nº1 em agosto de 1822 adotando o “nome heroico” de “Guatimozim” e posteriormente foi grão-mestre em 7 de outubro no lugar do próprio José Bonifácio.

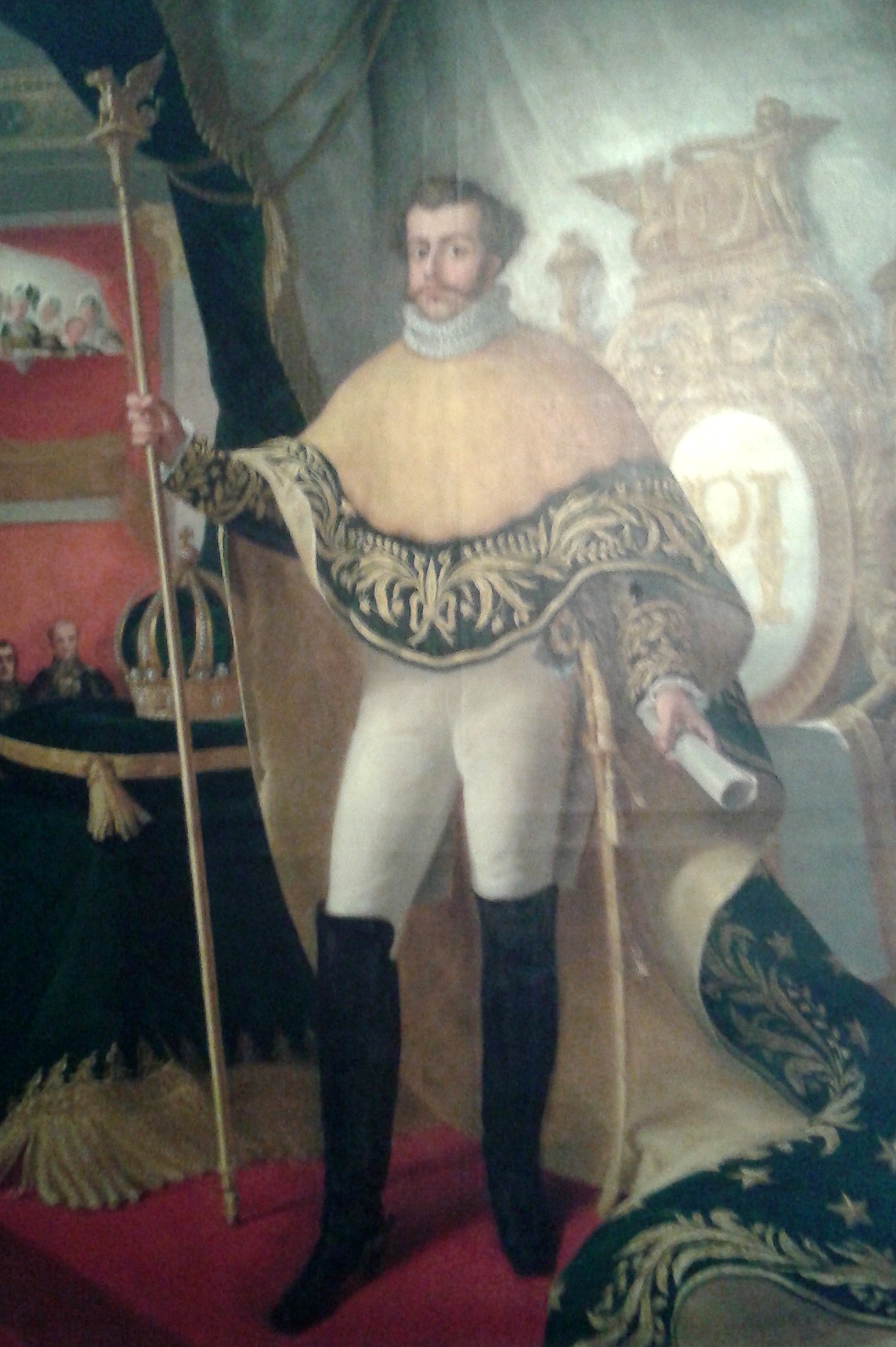
D. Pedro I em trajes majestáticos na Abertura do ano da Assembleia Geral do Império, por Pedro Américo

A crise entre monarca e seu antigo ministro afetou imediatamente a Assembleia Geral Nacional Constituinte, que havia sido eleita com o objetivo de criar uma constituição para o país recém-criado. José Bonifácio, como membro da assembleia constituinte, havia recorrido a demagogia e alegou a existência de uma grande conspiração portuguesa contra os interesses brasileiros; ele chegou até mesmo a insinuar que Pedro, nascido português, também estava implicado. O imperador ficou ultrajado com a invectiva direcionada aos leais cidadãos de nascimento português, bem como com as insinuações de que ele próprio estava em conflito quanto à sua lealdade ao Brasil. Pedro ordenou em 12 de novembro de 1823 a dissolução da assembleia constituinte e convocou novas eleições. No dia seguinte encarregou o recém estabelecido Conselho de Estado de elaborar um rascunho constitucional. As cópias do documento resultante foram enviadas para todos os concelhos municipais, com a enorme maioria votando a favor de sua adoção instantânea como a Constituição do Império.
A constituição foi outorgada por Pedro em 25 de março de 1824, criando um Estado altamente centralizado. Como resultado, elementos rebeldes da província de Pernambuco tentaram se separar do Brasil e uniram-se aos insurgentes das províncias da Paraíba e do Ceará no que ficou conhecida como a Confederação do Equador. O imperador tentou sem sucesso impedir o derramamento de sangue ao oferecer-se para aplacar os revoltosos. Ele furioso falou que "O que estavam a exigir os insultos de Pernambuco? Certamente um castigo, e um castigo tal que se sirva de exemplo para o futuro". Pedro pediu empréstimos ao Reino Unido para contratar mercenários e as tropas seguiram para o Recife sob o comando de Thomas Cochrane. Os rebeldes, que nunca conseguiram assegurar seu controle das províncias, foram subjugados, e as rebeliões já tinha acabado por volta do final de 1824. Dezesseis revoltosos foram julgados e executados, enquanto os outros foram perdoados pelo imperador. Além disso, Pedro ordenou que Pernambuco perdesse parte de seu território, que inicialmente foi cedido para Minas Gerais e depois para a Bahia.

## Crises

### Sucessão portuguesa

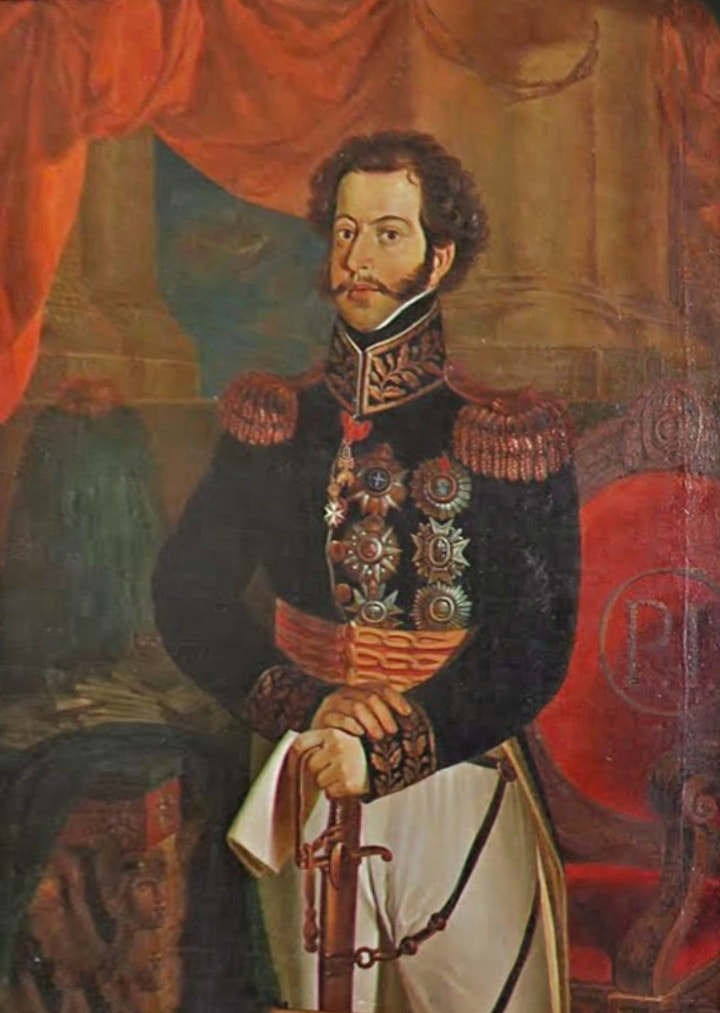
Pedro em março de 1826, por Antônio Joaquim Franco Velasco

Portugal acabou assinando o Tratado do Rio de Janeiro em 29 de agosto de 1825 após longas negociações, por fim reconhecendo a independência do segundo. Exceto pelo reconhecimento da independência, as provisões do tratado foram às custas do Brasil, incluindo a exigência do pagamento de reparações financeiras a Portugal, com nenhum outro requerimento ficando por parte da antiga metrópole. A compensação deveria ser paga a todos os cidadãos portugueses residentes no Brasil pelas perdas que tinham passado, como por exemplo propriedades que foram confiscadas. D. João também recebeu o direito de se intitular Imperador do Brasil. Mais humilhante foi que o tratado implicava que a independência havia sido concedida como um ato beneficente do rei português, ao invés de ter sido compelida pelos brasileiros através da força bruta. Pior ainda, o Reino Unido foi recompensado por seu papel no avanço das negociações ao assinar um tratado separado em que seus favoráveis direitos comerciais foram renovados, além da assinatura de uma convenção em que o Brasil concordava em abolir o comércio de escravos com a África dentro de quatro anos. Ambos os acordos prejudicaram seriamente os interesses comerciais brasileiros.
Pedro recebeu alguns meses depois a notícia de que seu pai havia morrido em 10 de março de 1826, e que sendo assim considerou ter sucedido a D. João VI no trono de Portugal como Rei D. Pedro IV. O imperador rapidamente abdicou da coroa portuguesa em 2 de maio por saber que uma união pessoal entre o Brasil e Portugal seria inaceitável para os povos de ambas as nações, passando o trono para sua filha mais velha, D. Maria da Glória. Sua abdicação foi condicional: Portugal deveria aceitar uma constituição elaborada por ele e D. Maria casar-se-ia com seu irmão D. Miguel. Pedro continuou a agir como rei ausente mesmo com a abdicação e intercedeu em assuntos diplomáticos e internos, como a realização de nomeações. Para o monarca foi no mínimo difícil manter separadas sua posição de imperador brasileiro e suas obrigações de proteger os interesses de sua filha em Portugal.
D. Miguel somente fingiu aceitar os planos do irmão. O infante anulou a constituição com o apoio de Carlota Joaquina logo que foi nomeado regente da sobrinha no início de 1828, sendo aclamado como rei com o suporte dos portugueses que eram a favor do absolutismo. Pedro também teve que suportar a deserção de suas irmãs Maria Teresa, Maria Francisca, Isabel Maria e Maria da Assunção todas para a facção de Miguel. Apenas sua irmã caçula Ana de Jesus permaneceu fiel, posteriormente viajando para o Rio de Janeiro a fim de ficar perto de Pedro. O imperador ficou consumido pelo ódio e começou a acreditar nos rumores que D. Miguel havia matado D. João, virando seu foco para Portugal e tentando em vão conseguir apoio internacional pelos direitos de Maria.

### Guerra e viuvez

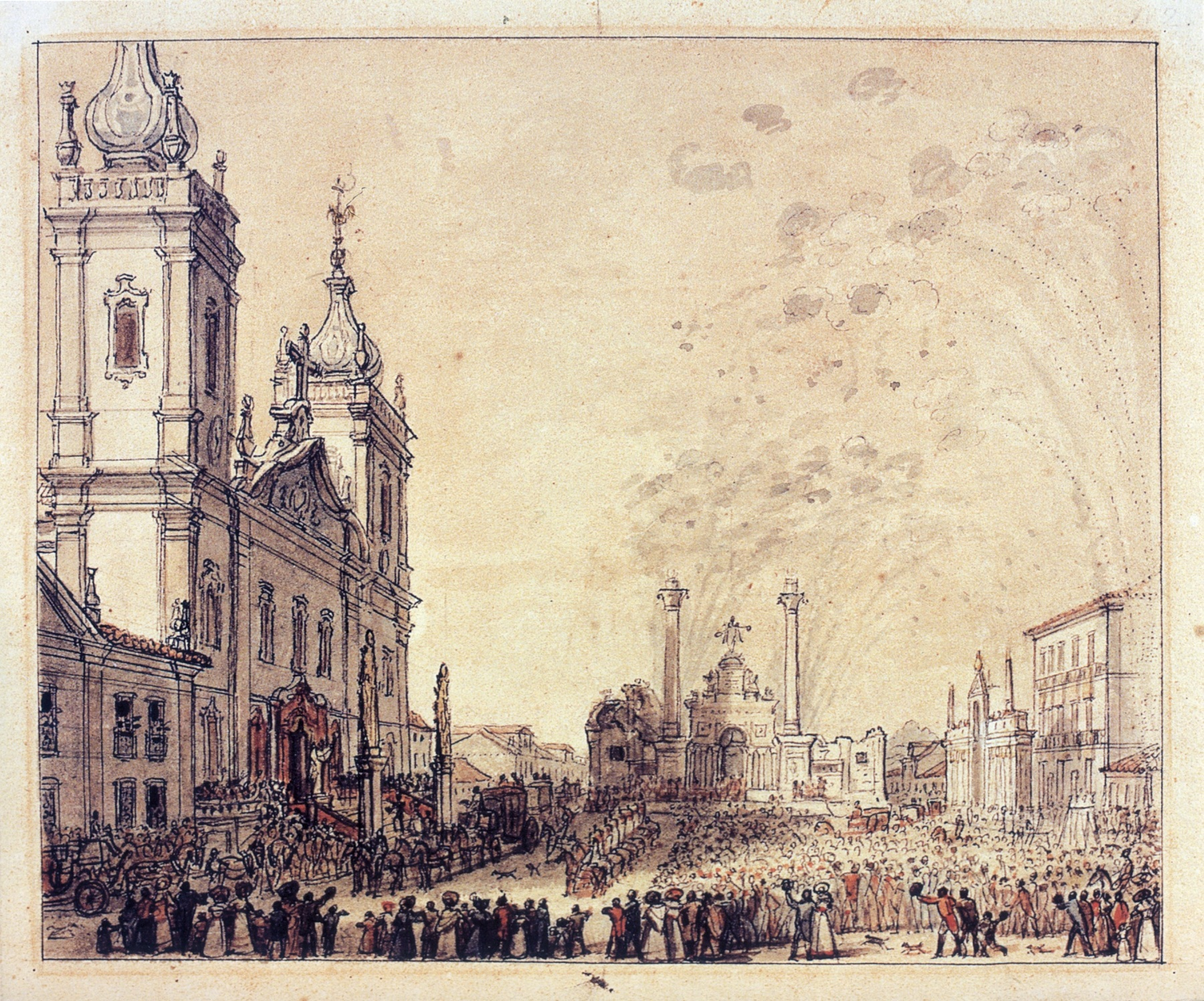
Celebrações na Largo de São Francisco de Paula no Rio de Janeiro pela volta de Pedro da Bahia, 4 de abril de 1826

Um pequeno grupo de rebeldes com o apoio das Províncias Unidas do Rio da Prata declarou em abril de 1825 a independência da Cisplatina, então a província mais ao sul do Brasil. O governo brasileiro inicialmente viu a tentativa de secessão como um levante menor. Demorou meses até uma ameaça maior surgir do envolvimento das Províncias Unidas, que esperava anexar a Cisplatina, causando assim preocupações sérias. O Brasil em retaliação declarou guerra em dezembro, iniciando a Guerra da Cisplatina. Pedro viajou em fevereiro de 1826 para a província da Bahia no nordeste do país, levando consigo sua esposa e sua filha Maria. O imperador foi bem recebido pelos habitantes locais. A viagem tinha a intenção de gerar apoio para o esforço de guerra.
O séquito imperial incluía Domitila de Castro, Viscondessa de Santos (posterior Marquesa de Santos), que desde o primeiro encontro dos dois em 1822 havia sido a amante do imperador. Apesar de nunca ter sido fiel a Maria Leopoldina, Pedro anteriormente tinha tomado o cuidado de esconder suas escapadas sexuais com outras mulheres. Porém, sua atração por sua nova amante "tinha se tornando flagrante e sem limites", enquanto sua esposa precisava aguentar desfeitas e ser o assunto de fofocas. O imperador cada vez mais passou a ser rude e vil com Maria Leopoldina, deixando-a com pouco dinheiro, proibindo-a de deixar o palácio e forçando-a a aturar a presença de Domitila como sua dama de companhia. Enquanto isso, a amante aproveitou a oportunidade para avançar seus interesses e também os de sua família e amigos. Aqueles que desejavam favores ou a promoção de projetos cada vez mais ignoravam os canais legais e normais, ao invés disso procurando Domitila por ajuda.
Pedro partiu em 24 de novembro de 1826 do Rio de Janeiro para a cidade de São José na província de Santa Catarina. De lá foi para Porto Alegre, capital da província de São Pedro do Rio Grande do Sul, onde o exército principal estava esperando. O imperador chegou em 7 de dezembro e descobriu que as condições militares eram muito piores do que os relatórios anteriores haviam lhe feito esperar. Ele "agiu com sua energia costumeira: passou uma afobação de ordens, demitiu supostos enxertadores e incompetentes, fraternizou com as tropas e de forma geral sacudiu a administração militar e civil". Pedro já estava voltando para o Rio de Janeiro quando soube que Maria Leopoldina tinha morrido após um aborto. Rumores sem fundamento logo se espalharam dizendo que a imperatriz havia sido fisicamente maltratada pelo marido. Enquanto isso a guerra continuou sem conclusão e Pedro acabou cedendo a Cisplatina em agosto de 1828, com a província tornando-se um país independente, denominado Uruguai.

### Segundo casamento

O casamento de Pedro e Amélia. Ao lado do imperador estão seus filhos do primeiro casamento: Pedro, Maria da Glória, Januária e Francisca

Pedro, com sua relação com Domitila começando a ruir, percebeu, depois da morte da esposa, como a havia tratado miseravelmente. Diferentemente da amante, Maria Leopoldina era popular, honesta e amava o marido sem esperar nada em troca. O imperador passou a sentir muitas saudades dela, nem mesmo sua obsessão por Domitila conseguindo fazê-lo superar seu sentimento de perda e arrependimento. Um dia a amante o encontrou chorando no chão abraçado a um retrato de Maria Leopoldina, cujo fantasma infeliz Pedro afirmou ter visto. Posteriormente o imperador deixou a cama que estava com Domitila e gritou: "Larga-me! Sei que levo vida indigna de um soberano. O pensamento da Imperatriz não me deixa". Ele não se esqueceu de seus filhos, os quais ficaram órfãos de mãe, sendo observado em mais de uma ocasião segurando seu filho Pedro em seus braços e dizendo: "Pobre menino, és o príncipe mais infeliz do mundo".
Domitila acabou deixando o Rio de Janeiro em 27 de junho de 1828 após insistências do imperador. Pedro havia decidido casar-se novamente e tornar-se uma pessoa melhor. Ele tentou convencer seu sogro Francisco I de sua sinceridade, afirmando em uma carta "que toda minha perversidade acabou, que não hei de novamente cair nos erros em que já caí, que arrependo-me e pedi a Deus por perdão". Francisco não se convenceu, tendo ficado profundamente ofendido pela conduta que sua filha tinha passado, retirando seu apoio às preocupações brasileiras e frustrando os interesses portugueses de Pedro. Princesas de várias nações recusaram propostas de casamento uma depois da outra devido a má reputação do imperador pela Europa. Seu orgulho ficou muito ferido e ele acabou permitindo a volta de Domitila, que chegou na capital em 29 de abril de 1829 após quase um ano longe.
Entretanto, Pedro encerrou definitivamente sua relação com Domitila ao saber que um noivado tinha finalmente sido arranjado. Ela voltou em 27 de agosto a viver em sua província natal de São Paulo, onde permaneceu pelo resto da vida. Dias antes, em 2 de agosto, Pedro havia se casado por procuração com a princesa Amélia de Leuchtenberg, filha de Eugênio de Beauharnais, Duque de Leuchtenberg, e da princesa Augusta da Baviera. O imperador ficou impressionado por sua beleza ao conhecê-la pessoalmente. Os votos realizados por procuração foram ratificados em 17 de outubro em uma missa nupcial. Amélia era bondosa e amorosa com os filhos dele e providenciou um necessitado sentimento de normalidade tanto para a família imperial quanto para o público em geral. A promessa de Pedro feita após o banimento de Domitila para alterar seu comportamento acabou mostrando-se sincera. Ele nunca mais teve quaisquer casos e manteve-se fiel à nova esposa. Pedro também fez as pazes com José Bonifácio, seu antigo ministro e mentor, em uma tentativa de mitigar e superar seus desentendimentos do passado.

## Entre Brasil e Portugal

### Instabilidades

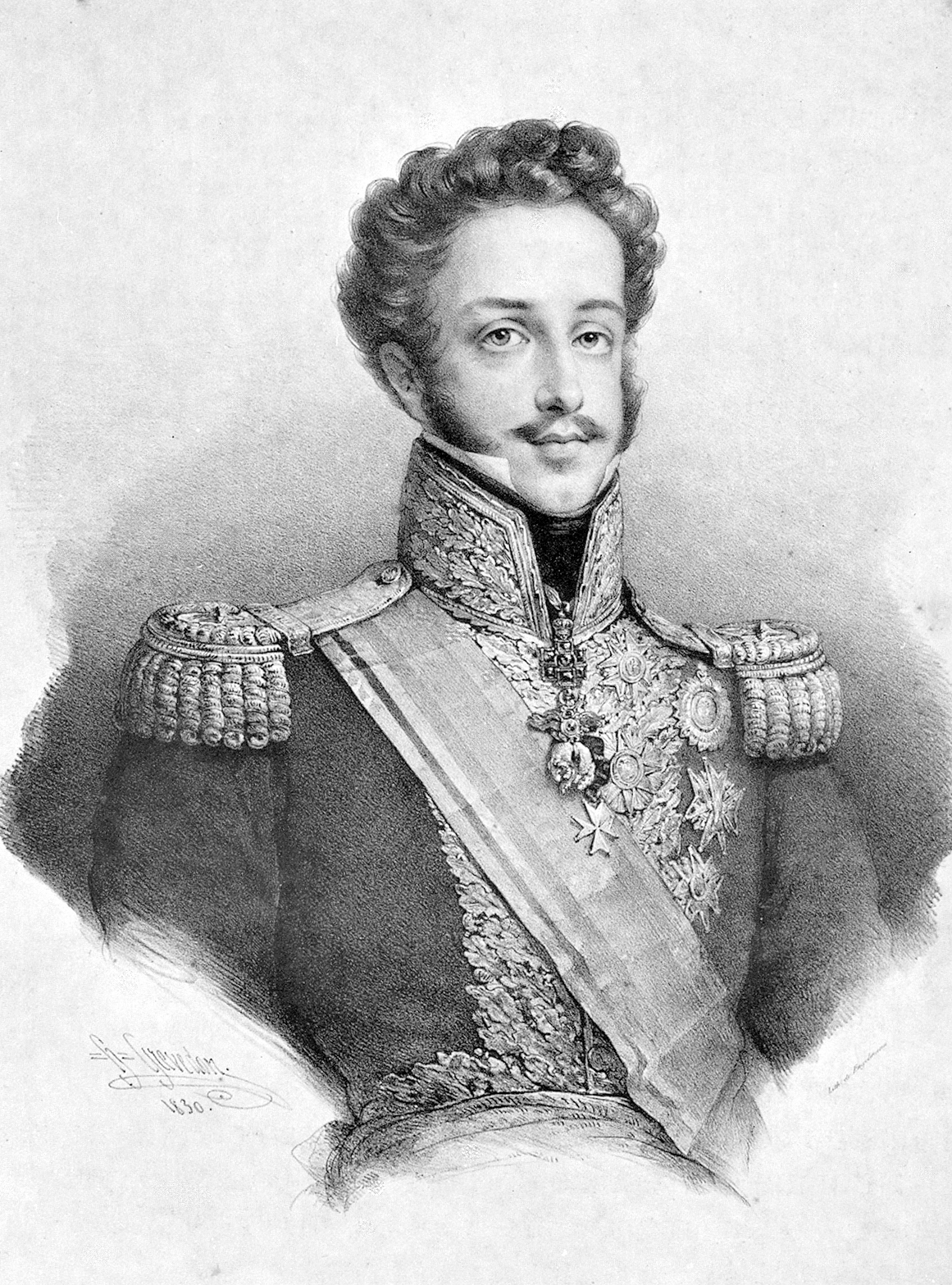
Pedro em 1830 por Henri Grevedon

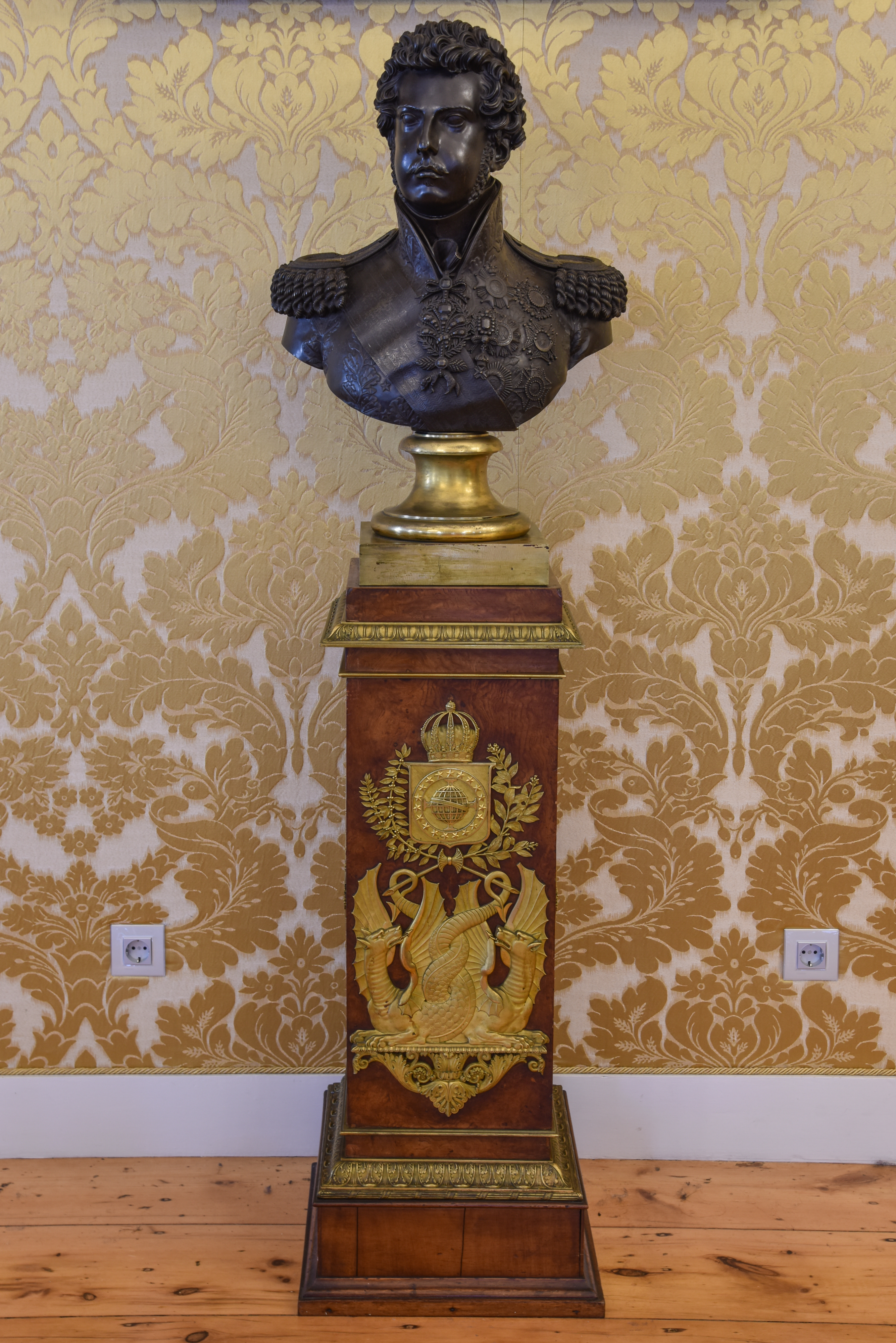
Busto em bronze de Pedro I do Brasil (executado em 1826), a mais conhecida obra de Marc Ferrez, patente nos Paços do Concelho de Angra do Heroísmo

Desde os dias da assembleia constituinte de 1823 e depois com vigor renovado a partir de 1826 com a abertura do parlamento brasileiro, houve uma disputa ideológica sobre o equilíbrio dos poderes mantidos pelo imperador e pela legislatura no governo. De um lado estavam aqueles que compartilhavam as visões de Pedro, políticos que acreditavam que o monarca deveria ser livre para escolher os ministros, políticas nacionais e a direção governamental. Em oposição estavam aqueles, então conhecidos como o Partido Liberal, que defendiam que os gabinetes deveriam manter o poder para estabelecer o curso de governo e que seriam formados por deputados tirados do partido da maioria respondendo ao parlamento por suas ações. Estritamente falando, ambos os lados defendiam o liberalismo e dessa forma uma monarquia constitucional.
Pedro respeitava a constituição apesar de suas falhas como governante: ele nunca interferiu nas eleições ou participou de fraudes eleitorais, recusou-se a assinar atos ratificados pelo governo ou impor restrições na liberdade de expressão. O imperador também nunca dissolveu a Câmara dos Deputados ou convocou novas eleições quando esta discordava de seus objetivos ou adiava suas sessões, mesmo isso estando dentro de suas prerrogativas. Jornais e panfletos liberais usaram o nascimento português de Pedro no apoio a acusações válidas (como por exemplo que boa parte de sua energia era dedicada a assuntos relacionados a Portugal) e também falsas (que ele estava envolvido em conspirações para suprimir a constituição e reunificar o Brasil e Portugal). Os amigos portugueses do imperador que faziam parte da corte, incluindo Francisco Gomes da Silva que foi apelidado de "Chalaça", eram para os Liberais parte desses complôs e formavam um "gabinete secreto". Nenhuma dessas figuras mostrava interesse em tais questões e, seja quais foram os interesses que podem ter compartilhado, não havia nenhuma conspiração para anular a constituição ou levar o Brasil de volta ao controle português.
Outra fonte de críticas por parte dos Liberais eram as visões abolicionistas de Pedro. O imperador tinha concebido um processo gradual para eliminar a escravidão no país. Entretanto, o poder constitucional para promulgar legislações estava nas mãos do parlamento, que era dominado por donos de terras escravagistas e que assim poderiam frustrar quaisquer tentativas de abolição. Pedro optou por tentar a persuasão através do exemplo moral, estabelecendo sua Fazenda Santa Cruz como um modelo ao conceder terras aos seus escravos libertos. O monarca também tinha outras ideias avançadas. Quando declarou sua intenção de permanecer no Brasil no Dia do Fico, a população tentou lhe conceder a honra de desatrelar os cavalos e eles mesmos puxarem sua carruagem, porém o então príncipe recusou. Sua resposta foi ao mesmo tempo uma condenação do direito divino dos reis, da suposta superioridade de sangue da nobreza e do racismo: "Ofende-me ver os meus semelhantes dando ao homem tributos apropriados à divindade. Eu sei que o meu sangue é da mesma cor que o dos negros".

### Abdicação

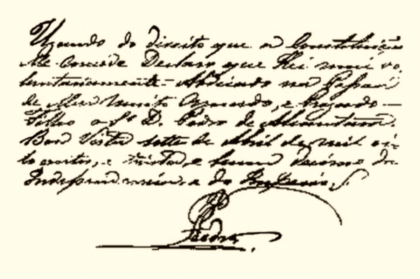
Carta de abdicação de Pedro

Os esforços do imperador para apaziguar os Liberais resultaram em mudanças importantes. Pedro apoiou um 1827 uma lei estabelecendo responsabilidade ministerial. Um gabinete nomeado em 19 de março de 1831 era formado por políticos da oposição, permitindo que o parlamento tivesse um papel maior no governo. Por fim, ofereceu posições na Europa para Francisco Gomes e outro amigo português a fim de acabar com os rumores de um "gabinete secreto". Para seu desalento, as medidas paliativas não pararam os contínuos ataques dos Liberais sobre seu governo e nascimento estrangeiro. Pedro ficou indisposto a lidar com a deteriorante situação política por estar frustrado com a intransigência.
Enquanto isso, exilados portugueses fizeram campanha para que ele abrisse mão do Brasil e dedicasse suas energias à luta pela coroa da filha. De acordo com Barman, "[em] uma emergência as habilidades do Imperador resplandeciam – ficava com nervos calmos, engenhoso e firme na ação. A vida como monarca constitucional, cheia de tédio, cuidado e conciliação, ia de encontro à essência de sua personalidade". Por outro lado, o historiador salientou que Pedro "encontrava no caso de sua filha tudo que mais apelava a sua personalidade. Ao ir para Portugal ele poderia defender os oprimidos, mostrar seu cavalheirismo e abnegação, manter o governo constitucional e gozar da liberdade de ação que desejava".

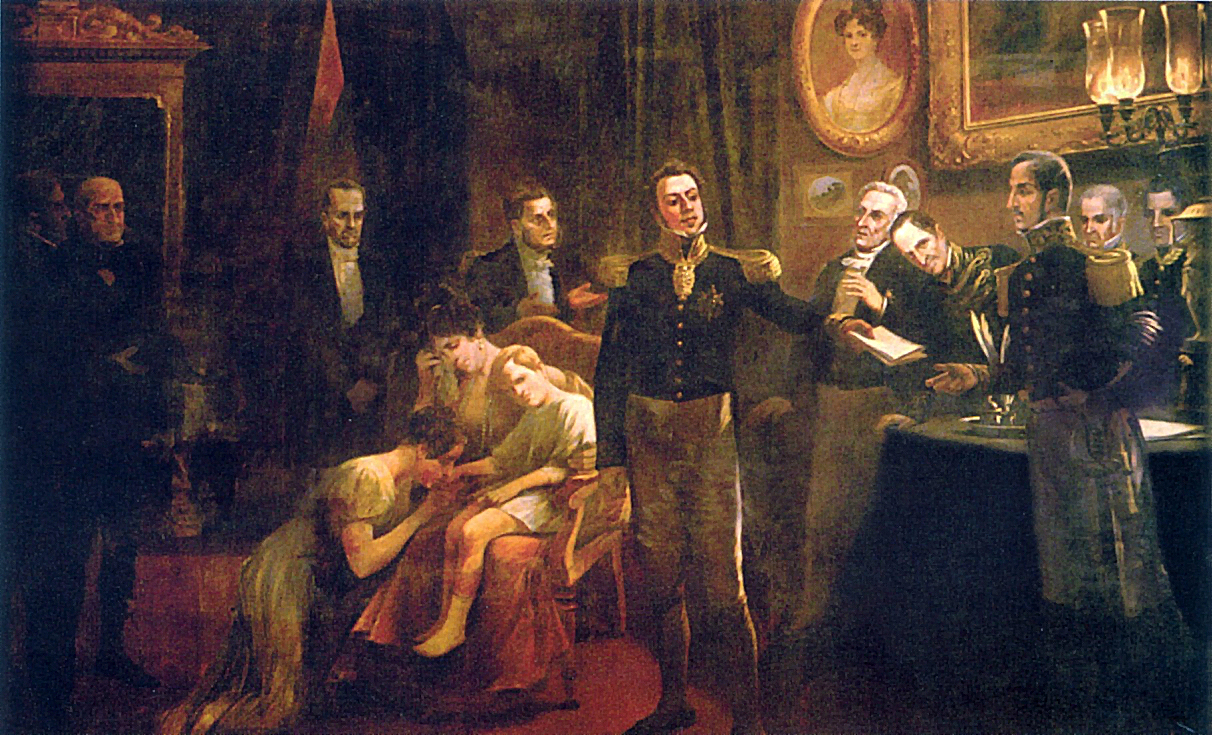
Imperador Pedro I entrega sua abdicação ao Major Lima e Silva, a Imperatriz Amélia sentada ao fundo com o então Príncipe Imperial, D. Pedro no colo

A ideia de abdicar do trono brasileiro e voltar para Portugal começou a tomar sua mente e, a partir de 1829, Pedro falava a respeito frequentemente. Uma oportunidade logo apareceu para agir sobre essa noção: radicais dentro do Partido Liberal reuniram gangues de rua para assediar a comunidade portuguesa vivendo no Rio de Janeiro. Em 11 de março de 1831, naquilo que ficou conhecido como a Noite das Garrafadas, os portugueses retaliaram e o tumulto tomou as ruas da capital nacional. Pedro dispensou o gabinete Liberal em 5 de abril, que estava no poder apenas desde 19 de março, por motivos de incompetência ao restaurar a ordem. Uma grande multidão incitada pelos radicais se reuniram no centro do Rio de Janeiro na tarde do dia 6 de abril, exigindo a imediata restauração do antigo gabinete. Pedro respondeu afirmando que "Tudo farei para o povo; nada, porém, pelo povo". Tropas do exército, incluindo sua guarda pessoal, desertaram após o anoitecer e se juntaram aos protestos. Foi apenas nesse momento que Pedro percebeu o quanto tinha ficado isolado e separado dos assuntos brasileiros, surpreendendo todos ao abdicar do trono, cerca das 3h da madrugada de 7 de abril. Ele entregou o documento da abdicação a um mensageiro e afirmou: "Aqui está a minha abdicação; desejo que sejam felizes! Retiro-me para a Europa e deixo um país que amei e que ainda amo".

## Retorno à Europa

### Guerra civil

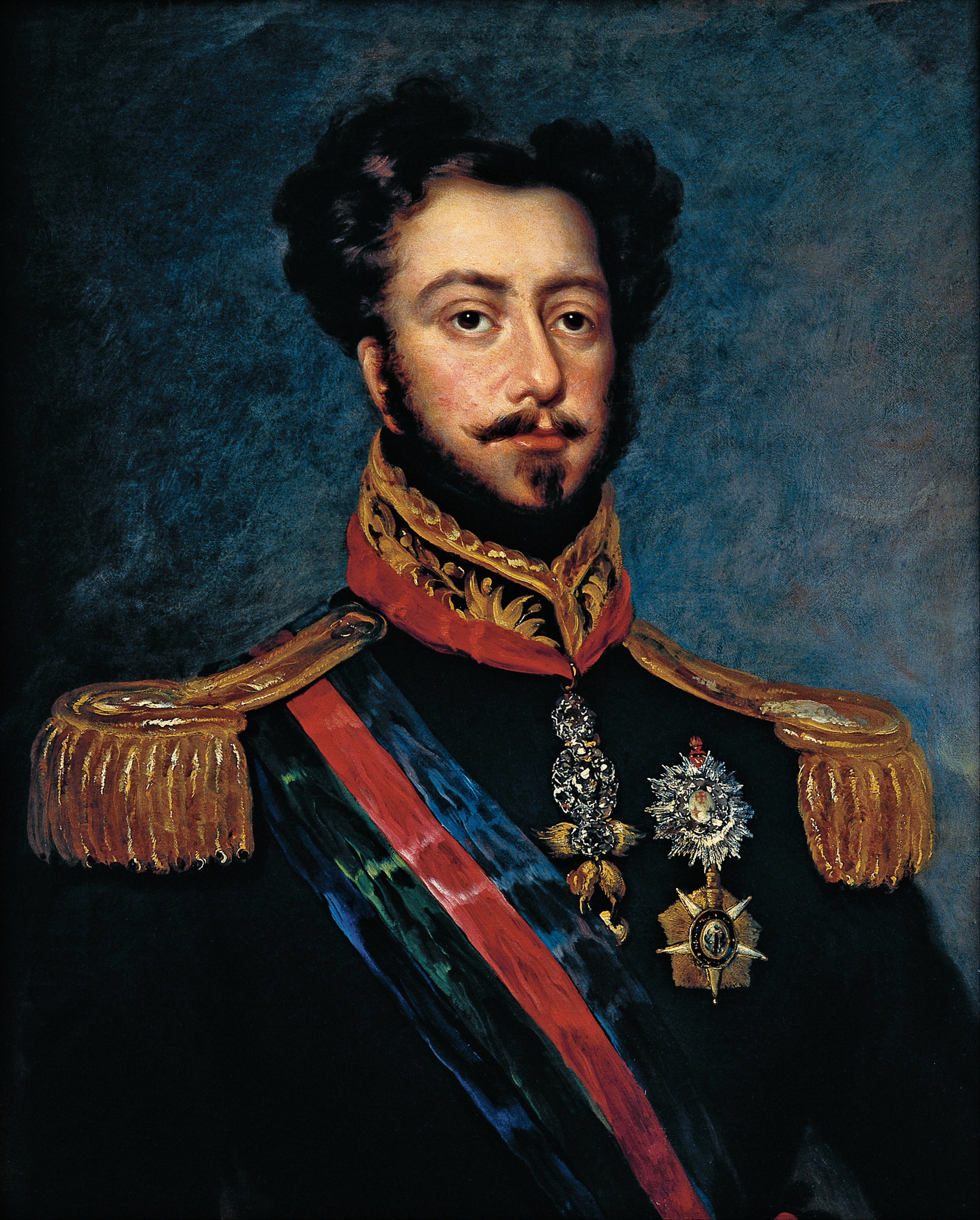
D. Pedro como Duque de Bragança

Pedro, Amélia e outros embarcaram na fragata britânica HMS Warspite na manhã do dia 7 de abril. A embarcação permaneceu ancorada no Rio de Janeiro e o antigo imperador foi transferido para o HMS Volage em 13 de abril, partindo no mesmo dia para a Europa. Ele chegou em Cherbourg-Octeville, França, em 10 de junho. Pelos meses seguintes ficou indo e voltando entre a França e Reino Unido. Pedro foi bem recebido, porém não recebeu nenhum apoio de ambos os governos. Encontrando-se em uma situação embaraçosa por não ter nenhuma posição oficial tanto na casa imperial brasileira quanto na casa real portuguesa, ele assumiu em 15 de junho o título de Duque de Bragança, que anteriormente já tinha mantido como herdeiro de Portugal. Apesar de que título deveria pertencer ao herdeiro de Maria, algo que Pedro certamente não era, sua reivindicação foi reconhecida de forma geral. Sua única filha com Amélia, a princesa D. Maria Amélia, nasceu em 1 de dezembro em Paris.

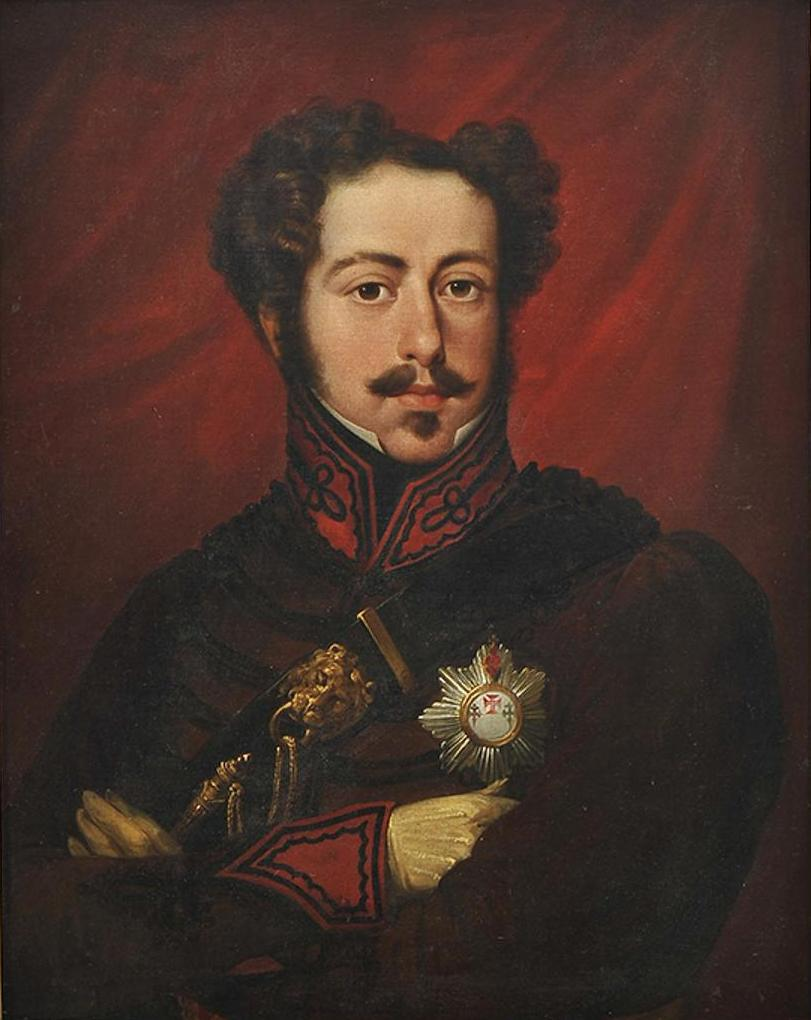
S.M.I. o Senhor Dom Pedro, Regente em Nome da Rainha, 1834, enverga o uniforme de Coronel do Batalhão de caçadores nº 5, que comandou durante a Guerra Civil, em particular durante o cerco do Porto

Pedro não esqueceu de seus outros filhos e escreveu cartas comoventes para cada um deles, expressando o quanto sentia saudades e pedindo repetidas vezes para que levassem a sério suas educações. Ele disse a seu filho e sucessor pouco depois de sua abdicação: "Tenho a intenção que eu e o mano Miguel havemos de ser os últimos malcriados da família Bragança". Charles John Napier, um comandante naval britânico que lutou com Pedro na década de 1830, comentou que "suas boas qualidades eram próprias; as ruins devido à falta de educação; e nenhum homem era mais sensível a isso do que o próprio". Suas cartas para Pedro II frequentemente continham linguajar muito além do nível de leitura do menino, com historiadores presumindo que tais passagens tinham a intenção de servirem como conselhos que o jovem monarca eventualmente pudesse consultar ao alcançar a idade adulta.
Em Paris, Pedro acabou conhecendo e ficando amigo de Gilbert du Motier, Marquês de La Fayette, um veterano da Guerra da Independência dos Estados Unidos e da Revolução Francesa que se tornou um de seus maiores apoiadores. O duque despediu-se em 25 de janeiro de 1832 de sua família, La Fayette e mais de duzentas pessoas que haviam ido lhe desejar boa sorte. Ele ajoelhou-se diante de Maria e disse: "Minha senhora, aqui estás um general português que irá manter os seus direitos e restaurar sua coroa". Sua filha o abraçou em seguida em lágrimas. Pedro partiu para o arquipélago atlântico dos Açores, o único território português que permanecera leal a Maria. Ele passou alguns meses realizando preparações finais e por fim partiu para Portugal continental, entrando na cidade do Porto sem oposição no dia 9 de julho. Pedro estava na liderança de uma pequena força portuguesa composta por liberais como Almeida Garrett e Alexandre Herculano, além de muitos mercenários estrangeiros e alguns voluntários como o neto de La Fayette, Adrien Jules de Lasteyrie.

### Morte

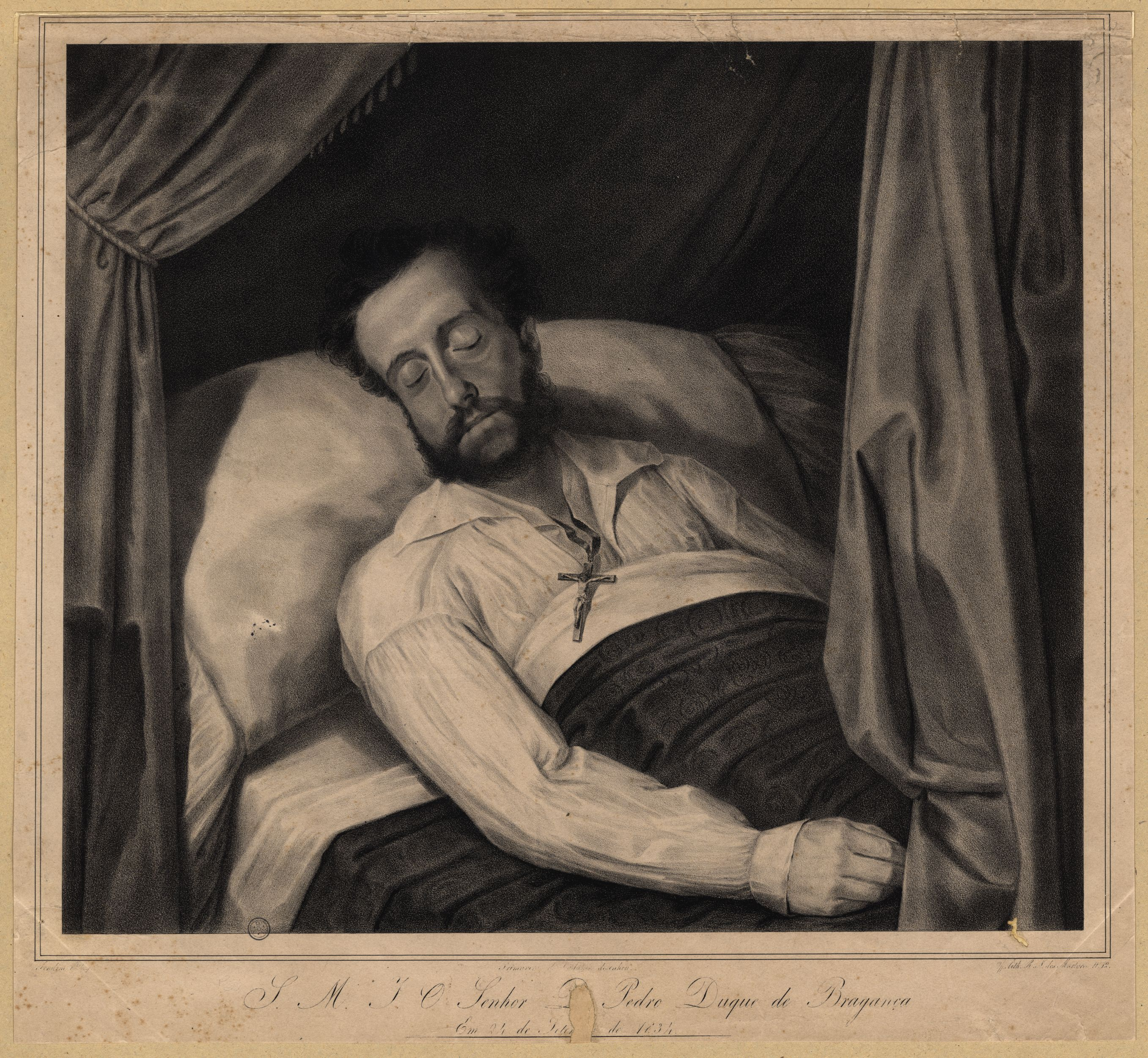
Pedro em seu leito de morte em 1834, por José Joaquim Rodrigues Primavera

O exército de Pedro estava em grande inferioridade numérica e foi cercado pelos miguelistas no Porto por mais de um ano. Foi nesta situação que no começo de 1833 que recebeu as notícias de que sua filha Paula estava para morrer. Meses depois em setembro Pedro se encontrou com Antônio Carlos de Andrada, um dos irmãos de José Bonifácio. Como um representante do chamado Partido Restaurador, Antônio Carlos pediu para o duque retornar ao Brasil e governar seu antigo império como regente durante a minoridade do filho. Pedro percebeu que os Restauracionistas queriam usá-lo como uma ferramenta a fim de facilitar sua chegada ao poder, frustrando Antônio Carlos ao fazer as exigências mais impossíveis para ver se o povo brasileiro também queria sua volta, não apenas uma facção política. Ele também insistiu que quaisquer pedidos de retorno como regente fossem constitucionalmente válidos. A vontade do povo teria de ser transmitida através de seus representantes locais e sua nomeação precisaria ser aprovada pelo parlamento. Apenas assim, e "sob a apresentação de uma petição a ele em Portugal por uma delegação oficial do parlamento brasileiro", Pedro consideraria aceitar o pedido.

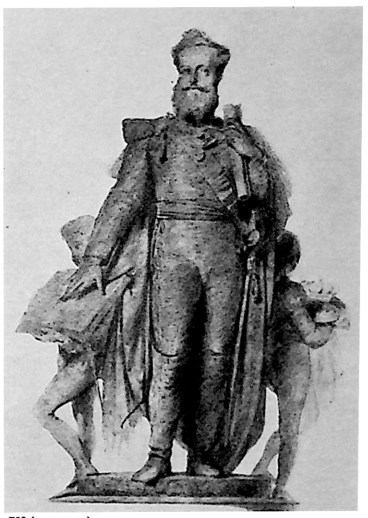
Dom Pedro IV de Portugal - Pedro I do Brasil

Durante a guerra contra Miguel, Pedro montou canhões, cavou trincheiras, cuidou de feridos, comeu dentre os soldados mais baixos e lutou sob fogo pesado enquanto homens ao seu lado eram alvejados ou explodidos. Sua causa estava quase perdida até ele tomar a arriscada atitude de dividir suas forças e enviar uma parte para lançar um ataque anfíbio no sul de Portugal. A região de Algarve caiu diante da expedição, que então marchou direto para Lisboa e capturou a capital em 24 de julho. Pedro então seguiu para subjugar o restante do país, porém bem quando o conflito parecia estar direcionando-se para sua conclusão, interveio seu tio espanhol o infante Carlos, Conde de Molina e que estava tentando tomar a coroa de sua sobrinha a rainha Isabel II. Essa guerra maior englobou toda a Península Ibérica e o duque aliou-se com os exércitos espanhóis liberais leais à rainha, derrotando tanto Miguel quanto Carlos. Um tratado de paz foi assinado em 26 de maio de 1834.
Pedro sempre gozou de saúde forte durante toda sua vida, exceto por surtos de epilepsia a cada alguns anos. Porém sua saúde se deteriorou durante a guerra e por volta de 1834 ele estava sofrendo de tuberculose. Em 10 de setembro ainda em 1834, 14 dias antes de sua morte, Pedro ficou de cama no Palácio Real de Queluz e ditou uma carta aberta aos brasileiros em que implorava a adoção da gradual abolição da escravidão: "Escravidão é um mal, e um ataque contra os direitos e dignidade da espécie humana, porém suas consequências são menos prejudiciais para aqueles que sofrem no cativeiro do que para a Nação cujas leis permitem a escravidão. Ela é um câncer que devora a moralidade". Pedro morreu às 14h30min do dia 24 de setembro de 1834 após uma longa e dolorosa doença, poucos dias antes de completar 36 anos de idade. Conforme seu pedido, seu coração foi colocado na Igreja da Lapa no Porto, enquanto seu corpo foi inicialmente enterrado no Panteão da Dinastia de Bragança na Igreja de São Vicente de Fora, Lisboa. As notícias de sua morte chegaram no Rio de Janeiro em 20 de novembro, porém seus filhos foram informados apenas em 2 de dezembro. José Bonifácio, que havia sido removido de sua posição de guardião, escreveu a Pedro II e suas irmãs: "Dom Pedro não morreu. Apenas homens ordinários morrem, heróis não".

## Legado

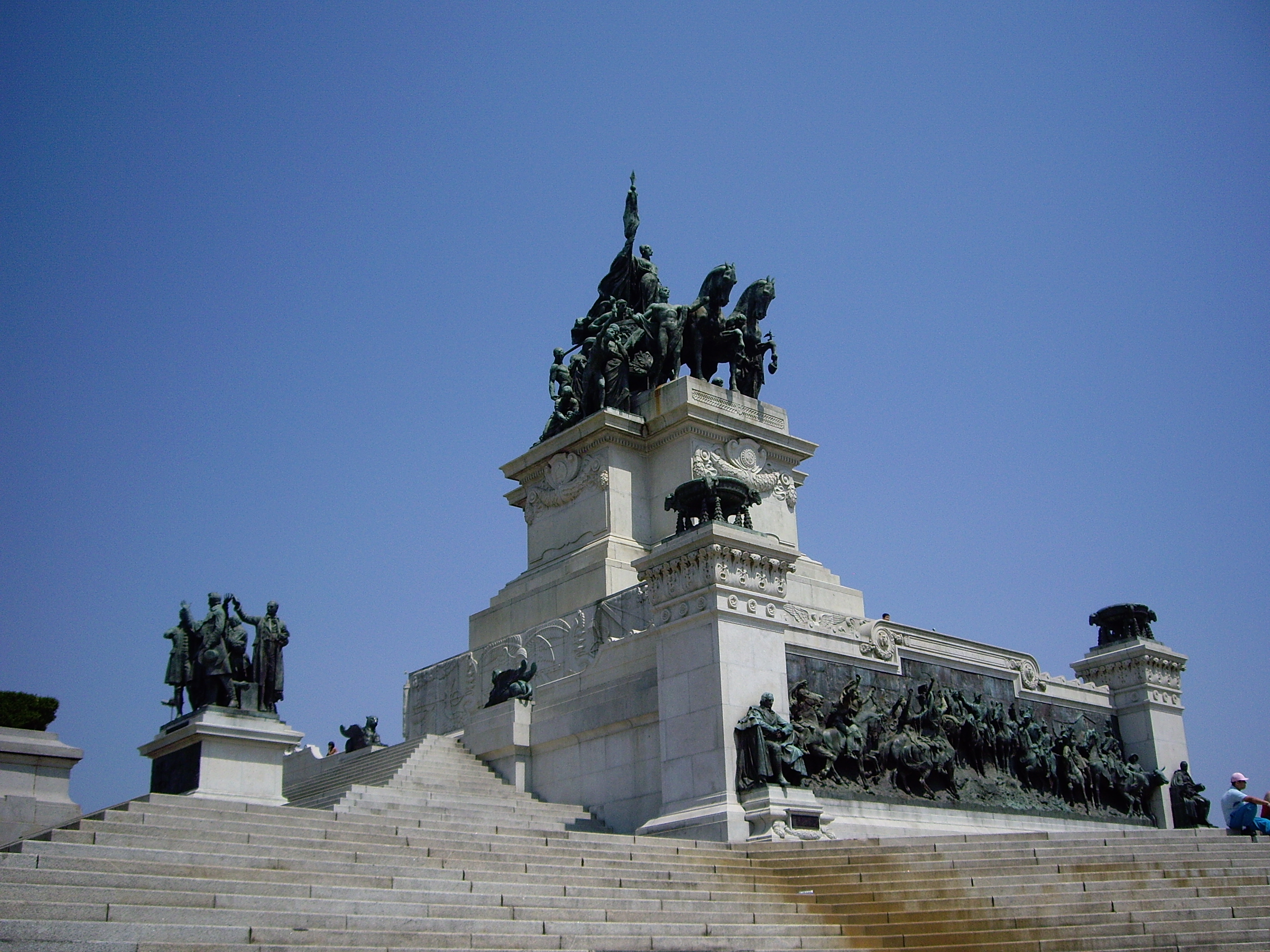
Monumento à Independência do Brasil, onde Pedro e suas duas esposas estão enterrados

O então poderoso Partido Restaurador desapareceu instantaneamente com a morte de Pedro. Um julgamento justo do antigo monarca tornou-se possível assim que a ameaça de seu retorno ao poder sumiu. Evaristo da Veiga, um de seus piores críticos e também um dos líderes do Partido Liberal, deixou uma declaração que, de acordo com o historiador Otávio Tarquínio de Sousa, acabou ficando como a visão prevalecente: "o antigo imperador do Brasil não era um príncipe ordinário […] e a Providência lhe fez um poderoso instrumento da libertação, tanto no Brasil e em Portugal. Se nós [brasileiros] existimos como um corpo em uma Nação livre, se nossa terra não foi rasgada em pequenas repúblicas inimigas, onde apenas anarquia e espírito militar prevalecem, nós devemos muito à resolução que ele tomou em ficar entre nós, em realizar o primeiro grito por nossa independência. […] Portugal, se fez-se livre da mais escura e degradante tirania […] se goza dos benefícios trazidos por um governo representativo aos povos educados, ela deve a D. Pedro de Alcântara, cujas fatigas, sofrimentos e sacrifícios pela causa portuguesa lhe deram em alto grau o tributo da gratitude nacional".

Traslado do corpo de Dom Pedro I para o Brasil, em 1972

John Armitage, que viveu no Brasil durante a segunda metade do reinado de Pedro, comentou que "até mesmo os erros do Monarca foram atendidos com grande benefício através de sua influência nos assuntos da pátria mãe. Caso tivesse governado com mais sabedoria, teria sido bem para a terra de sua adoção, porém, talvez, infeliz para a humanidade". Armitage complementou que assim como "o falecido Imperador dos Franceses, [Pedro] também foi uma criança do destino, ou ainda, um instrumento nas mãos da beneficente Providência para o adiantamento de fins grandes e inescrutáveis. Tanto no velho quanto no novo mundo ele doravante estava predestinado a tornar-se um instrumento de mais revoluções, e antes do fim da sua carreira brilhante, mas efémera, na terra de seus pais, para reparar amplamente pelos erros e loucuras de sua vida anterior, por sua devoção cavalheiresca e heroica na causa da liberdade civil e religiosa".
Em 1972, aniversário de 150 anos da independência, o corpo de Pedro foi levado para o Brasil – conforme havia pedido em seu testamento – acompanhado de grande pompa e honras dignas de um chefe de estado. Seus restos foram reenterrados no Monumento à Independência do Brasil na cidade de São Paulo, junto com os de Maria Leopoldina e Amélia. Os três corpos foram brevemente exumados em 2012 para que exames e pesquisas arqueológicas e científicas fossem realizados a fim de descobrir mais a respeito do imperador e das duas imperatrizes. O historiador Neill Macaulay afirmou que "críticas a Dom Pedro eram livremente expressadas e muitas vezes veementes; isso o fez abdicar de dois tronos. Sua tolerância às críticas públicas e disposição a abrir mão do poder separaram Dom Pedro de seus predecessores absolutistas e dos governantes dos estados coercivos de hoje, cujos mandatos vitalícios são tão seguros quanto dos reis de antigamente". Macaulay também afirmou que "líderes liberais bem-sucedidos como Dom Pedro são homenageados ocasionalmente com um monumento de pedra ou bronze, porém seus retratos, de quatro andares de altura, não moldam prédios públicos; suas imagens não são levadas em passeatas de centenas de milhares de manifestantes uniformizados; nenhum "-ismo" é anexado aos seus nomes".

## Exumação e reconstrução facial

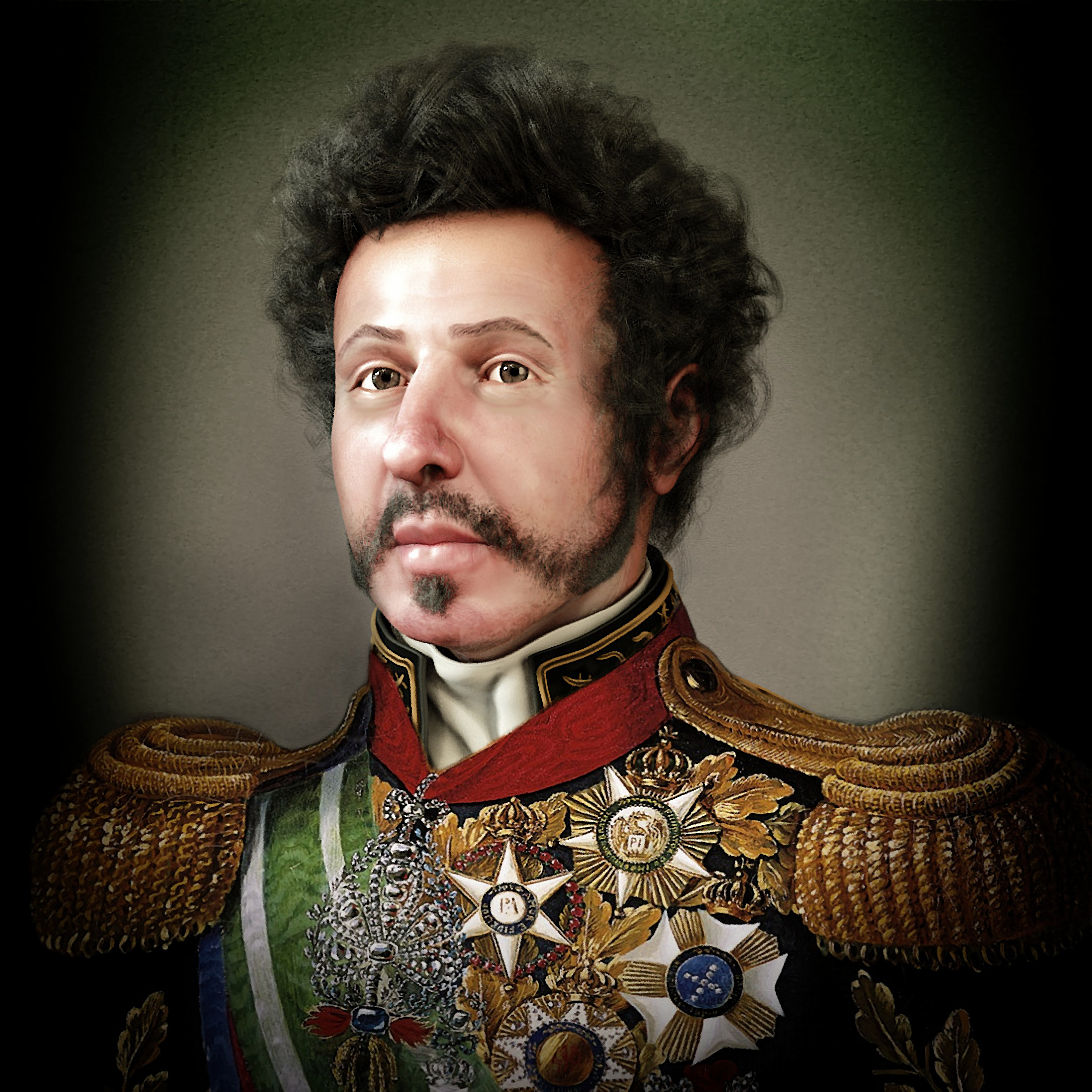
Reconstrução facial forense 3D produzida em 2018 por Cícero Moraes

No ano de 2012, a historiadora Valdirene Ambiel deu início ao processo de exumação da família imperial. O trabalho era parte de seu projeto de mestrado intitulado “Estudos de Arqueologia Forense aplicados aos remanescentes humanos dos primeiros imperadores do Brasil depositados no monumento à Independência”, o qual esteve sob a orientação do Dr. Astolfo Gomes de Mello Araujo da Universidade de São Paulo (USP).
Durante o processo, o fotógrafo Mauricio de Paiva da National Geographic fotografou o crânio de D. Pedro I sobre uma superfície reflexiva. A imagem ilustrou a matéria intitulada “Cidade Oculta”, publicada em versão impressa e online pelo NatGeo, canal de televisão sobre ciência, tecnologia, história e meio ambiente.
No ano de 2018, o hagiólogo José Luís Lira coordenou um projeto de reconstrução facial forense independente e adquiriu os direitos da imagem do fotógrafo Mauricio de Paiva. Esta captura serviu como base para o trabalho de aproximação facial forense executado pelo 3D designer Cícero Moraes.
A face reconstruída contou com a aprovação de Bertrand de Orléans e Bragança (descendente de D. Pedro I) e foi apresentada ao público no dia 22 de abril de 2018. Tal reconstituição, que pretendeu mostrar o "verdadeiro rosto" de Pedro I, revelou também uma deformação no nariz, fruto de uma suposta fratura mal ou não tratada.

## Títulos e honras

### Títulos e estilos
- 12 de outubro de 1798 – 11 de junho de 1801: "Sua Alteza, o Infante D. Pedro"[146]
- 11 de junho de 1801 – 20 de março de 1816: "Sua Alteza Real, o Príncipe da Beira"[146]
- 20 de março de 1816 – 9 de janeiro de 1817: "Sua Alteza Real, o Príncipe do Brasil"[146]
- 9 de janeiro de 1817 – 10 de março de 1826: "Sua Alteza Real, o Príncipe Real"[146]
- 12 de outubro de 1822 – 7 de abril de 1831: "Sua Majestade Imperial, o Imperador"[146]
- 10 de março de 1826 – 2 de maio de 1826: "Sua Majestade Fidelíssima, o Rei"[146]
- 15 de junho de 1831 – 24 de setembro de 1834: "Sua Majestade Imperial e Fidelíssima, o Duque de Bragança"[241][292][293]

No Brasil, seu título e estilo completo era: "Sua Majestade Imperial, D. Pedro I, Imperador Constitucional e Defensor Perpétuo do Brasil". Já em Portugal, como rei era: "Sua Majestade Fidelíssima, D. Pedro IV, Rei de Portugal e Algarves, d'Aquém e d'Além-Mar em África, Senhor da Guiné e da Conquista, Navegação e Comércio da Etiópia, Arábia, Pérsia e Índia, etc.".

Monograma imperial de Pedro

### Honras
Brasileiras:
- Grão-Mestre da Imperial Ordem de Nosso Senhor Jesus Cristo
- Grão-Mestre da Imperial Ordem de São Bento de Avis
- Grão-Mestre da Imperial Ordem de Sant'Iago da Espada
- Grão-Mestre da Imperial Ordem do Cruzeiro do Sul
- Grão-Mestre da Imperial Ordem de Pedro Primeiro
- Grão-Mestre da Imperial Ordem da Rosa

Portuguesas:
- Grão-Mestre da Ordem dos Cavaleiros de Nosso Senhor Jesus Cristo
- Grão-Mestre da Ordem de São Bento de Avis
- Grão-Mestre da Ordem Militar de Sant'Iago da Espada
- Grão-Mestre da Ordem Militar da Torre e Espada, do Valor, Lealdade e Mérito
- Grão-Mestre da Real Ordem de Nossa Senhora da Conceição de Vila Viçosa

Estrangeiras:
- Cavaleiro da Ordem do Tosão de Ouro
- Grã-Cruz da Ordem de Carlos III
- Grã-Cruz da Ordem de Isabel a Católica
- Cavaleiro da Ordem de São Luís
- Cavaleiro da Ordem de São Miguel
- Grão-Cruz da Ordem Nacional da Legião de Honra[298]
- Grã-Cruz da Ordem de Santo Estêvão

## Descendência
| Nome                                     | Retrato                         | Vida                                            | Notas |
| Com Maria Leopoldina da Áustria          | Com Maria Leopoldina da Áustria | Com Maria Leopoldina da Áustria                 | Com Maria Leopoldina da Áustria |
| ---------------------------------------- | ------------------------------- | ----------------------------------------------- | --- |
| Maria II de Portugal                     |                                 | 4 de abril de 1819 – 15 de novembro de 1853     | Rainha de Portugal de 1826 até sua morte. Casou-se primeiro com o príncipe Augusto de Beauharnais, Duque de Leuchtenberg, porém ele morreu poucos meses após a união. Seu segundo marido foi o príncipe Fernando de Saxe-Coburgo-Gota, que se tornou o rei D. Fernando II após o nascimento do primeiro filho do casal. Os dois acabariam tendo onze filhos. Maria foi a herdeira de seu irmão Pedro II desde a ascensão deste até sua exclusão da linha de sucessão brasileira em 30 de outubro de 1835 pela lei nº 91. |
| Miguel de Portugal                       |                                 | 26 de abril de 1820                             | Por ter morrido à nascença na situação de varão do herdeiro da Coroa Portuguesa, ainda em 1820, o título de Infante de Portugal. |
| João Carlos, Príncipe da Beira           |                                 | 6 de março de 1821 – 4 de fevereiro de 1822     | Príncipe da Beira de seu nascimento até sua morte. |
| Januária do Brasil                       |                                 | 11 de março de 1822 – 13 de março de 1901       | Casou-se com o príncipe Luís Carlos, Conde de Áquila e filho do rei Francisco I das Duas Sicílias. Os dois tiveram quatro filhos. Foi oficialmente reconhecida como uma infanta de Portugal em 4 de junho de 1822, porém foi posteriormente excluída da linha de sucessão portuguesa após a independência do Brasil. |
| Paula do Brasil                          |                                 | 17 de fevereiro de 1823 – 16 de janeiro de 1833 | Morreu aos nove anos de idade, provavelmente de meningite. Por ter nascido depois da independência do Brasil, ela nunca fez parte da linha de sucessão portuguesa. |
| Francisca do Brasil                      |                                 | 2 de agosto de 1824 – 27 de março de 1898       | Casou-se com o príncipe Francisco de Orleães, Príncipe de Joinville, filho do rei Luís Filipe I da França. O casal teve três filhos. Por ter nascido depois da independência do Brasil, ela nunca fez parte da linha de sucessão portuguesa. |
| Pedro II do Brasil                       |                                 | 2 de dezembro de 1825 – 5 de dezembro de 1891   | Imperador do Brasil de 1831 até 1889. Casou-se com a princesa Teresa Cristina das Duas Sicílias, filha do rei Francisco I das Duas Sicílias. Os dois tiveram quatro filhos. Por ter nascido depois da independência do Brasil, ele nunca fez parte da linha de sucessão portuguesa. |
| Com Amélia de Leuchtenberg               |                                 |                                                 | |
| Maria Amélia do Brasil                   |                                 | 1 de dezembro de 1831 – 4 de fevereiro de 1853  | Ela viveu sua vida inteira na Europa e nunca visitou o Brasil. Maria Amélia foi prometida ao arquiduque Maximiliano da Áustria, depois imperador Maximiliano do México, porém ela morreu antes do noivado tornar-se oficial. Por ter nascido anos depois da abdicação de seu pai ao trono português, ela nunca fez parte da linha de sucessão. |
| Com Maria Benedita de Castro             |                                 |                                                 | |
| Rodrigo Delfim Pereira                   |                                 | 4 de novembro de 1823 – 31 de janeiro de 1891   | Pedro o reconheceu como seu filho em seu testamento e lhe deu uma parte de sua herança. Pereira acabou se tornando um diplomata brasileiro e viveu a maior parte de sua vida na Europa. |
| Com Domitila de Castro                   |                                 |                                                 | |
| Isabel Maria, Duquesa de Goiás           |                                 | 23 de maio de 1824 – 3 de novembro de 1898      | Ela foi a única filha ilegítima de Pedro que foi oficialmente reconhecida. Isabel Maria recebeu em 24 de maio de 1826 o título de "Duquesa de Goiás", o estilo de "Sua Alteza" e o direito de usar o prefixo honorífico "Dona". Ela foi a primeira pessoa a receber um título de duque no Império do Brasil. Essas honras não lhe deram a condição de princesa ou um lugar na linha de sucessão brasileira. Pedro lhe deu uma porção de sua herança em seu testamento. Ela posteriormente perdeu seu título em 17 de abril de 1843 ao casar-se com o nobre alemão, Ernesto Fischler, 2.º Conde de Treuberg, Barão de Holzen. |
| Pedro de Alcântara Brasileiro            |                                 | 7 de dezembro de 1825 – 13 de março de 1826     | O imperador aparentemente considerou lhe dar o título de "Duque de São Paulo", algo que nunca aconteceu pela morte prematura da criança. |
| Maria Isabel de Alcântara Brasileira     |                                 | 13 de agosto de 1827 – 25 de outubro de 1827    | O imperador considerou lhe dar o título de "Duquesa do Ceará", o estilo de "Sua Alteza" e o prefixo honorífico "Dona". Isso nunca chegou a acontecer pela morte prematura da criança. Mesmo assim, é bem comum encontrar fontes a chamando de Duquesa do Ceará, mesmo não existindo registro oficial de seu título, algo que também não é mencionado na papelada relacionada ao seu funeral. |
| Maria Isabel, Condessa de Iguaçu         |                                 | 28 de fevereiro de 1830 – 5 de setembro de 1896 | Condessa de Iguaçu por casamento em 1848 com Pedro Caldeira Brant, filho de Felisberto Caldeira Brant, Marquês de Barbacena. Ela nunca recebeu títulos de seu pai devido ao seu casamento com Amélia. Entretanto, Pedro a reconheceu em seu testamento, porém não lhe deixou herança, apenas pedindo que sua viúva ajudasse em seu crescimento e educação. |
| Com Henriette Josephine Clemence Saisset |                                 |                                                 | |
| Pedro de Alcântara Brasileiro de Saisset |                                 | 28 de agosto de 1829 – 16 de março de 1902      | O imperador o reconheceu como seu filho em seu testamento e lhe deu uma parte de sua herança. Casou-se com Maria Palomares, com quem teve quatro filhos. Ele trabalhou em diversos empreendimentos de negócios nos Estados Unidos, onde serviu como agente consular da França por mais de três décadas. |